# Vũ trụ Điện ảnh Marvel
Vũ trụ Điện ảnh Marvel (tiếng Anh: Marvel Cinematic Universe, viết tắt là MCU) là một thương hiệu điện ảnh Mỹ và là một vũ trụ chia sẻ về các bộ phim siêu anh hùng sản xuất bởi Marvel Studios. Các bộ phim dựa trên các nhân vật xuất hiện trong các tác phẩm truyện tranh Mỹ được xuất bản bởi Marvel Comics. Thương hiệu cũng bao gồm cả phim truyền hình, phim ngắn, phim kỹ thuật số và các tác phẩm văn học. Vũ trụ chia sẻ của thương hiệu cũng tương tự như trong bản gốc Vũ trụ Marvel trong truyện tranh, được tạo nên bằng cách vượt ra khỏi các yếu tố về cốt truyện, bối cảnh, dàn diễn viên và nhân vật.
Marvel Studios phát hành phim theo từng nhóm gọi là các "Giai đoạn", với ba giai đoạn đầu gộp chung thành "Kỷ nguyên Vô cực" và ba giai đoạn sau là "Kỷ nguyên Đa Vũ trụ". Phần phim MCU đầu tiên là Người Sắt (2008), bắt đầu cho Giai đoạn Một mà đỉnh cao là phần phim năm 2012 mang tên Biệt đội siêu anh hùng. Giai đoạn Hai bắt đầu từ Người Sắt 3 (2013) và kết thúc với Người Kiến (2015). Giai đoạn Ba bắt đầu với Captain America: Nội chiến siêu anh hùng (2016) và kết thúc bằng Người Nhện xa nhà (2019). Giai đoạn Bốn bắt đầu từ Góa phụ đen (2021) và kết thúc bởi Chiến binh Báo Đen: Wakanda bất diệt (2022). Người Kiến và Chiến binh Ong: Thế giới Lượng tử (2023) sẽ bắt đầu giai đoạn Năm, kết thúc bởi Blade (2024) và giai đoạn 6 bắt đầu với Deadpool 3 (2024). Giai đoạn Sáu và "Kỷ nguyên Đa Vũ trụ" sẽ kết thúc với Avengers: The Kang Dynasty (2025) và Avengers: Secret Wars (2025).
Marvel Television đã mở rộng vũ trụ sang mảng truyền hình mạng với loạt phim Agents of S.H.I.E.L.D. trên ABC vào năm 2013 trước khỉ mở rồng sang mảng truyền hình trực tuyến trên Netflix và Hulu và mảng truyền hình cáp trên Freeform. Họ cũng sản xuất loạt phim kỹ thuật số Agents of S.H.I.E.L.D.: Slingshot. Marvel Studios cũng đã bắt đầu sản xuất loạt phim truyền hình của riêng họ trên dịch vụ truyền hình trực tuyến Disney+, bắt đầu với bộ phim WandaVision vào năm 2021 đồng thời mở đầu cho giai đoạn 4. MCU cũng bao gồm cả truyện tranh liên kết được xuất bản bởi Marvel Comics, một loạt các phim ngắn mang tên Marvel One-Shorts và các chiến dịch tiếp thị lan truyền cho các bộ phim có các chương trình tin tức giả WHIH Newsfront và The Daily Bugle.
Thương hiệu đã thành công về mặt thương mại và nhìn chung nhận được những đánh giá tích cực. Nó đã truyền cảm hứng cho các hãng phim và truyền hình khác thử tham gia vào các vũ trụ chia sẻ tương tự, đồng thời cũng truyền cảm hứng cho một số điểm tham quan theo chủ đề, triển lãm nghệ thuật, chương trình truyền hình đặc biệt, sách hướng dẫn cho từng bộ phim, nhiều trò chơi điện tử liên kết và quảng cáo.

## Phát triển

### Điện ảnh và loạt truyền hình Disney+
—Kevin Feige, Chủ tịch sản xuất của Marvel Studios, về xây dựng một vũ trụ điện ảnh chia sẻ chung.
Năm 2005, Marvel Entertainment bắt đầu việc sản xuất phim của riêng mình và độc lập và phân phối thông qua Paramount Pictures. Trước đó, Mavel Entertainment đã đồng sản xuất một số bộ phim siêu anh hùng với Paramount Pictures, New Line Cinema và nhiều hãng phim khác, báo gồm hợp đồng phát triển với 20th Century Fox kéo dài lên đến 7 năm. Mavel kiếm được khá ít lợi nhuận từ các hợp đồng cấp phép với các hãng phim khác, mong muốn có thể kiếm được nhiều lợi nhuận hơn đồng thời vẫn có quyền kiểm soát nghệ thuật của các dự án và phân phối. Avi Arad - người đứng đầu bộ phận điện ảnh của Marvel, rất hài lòng với các tập Người Nhện của Sam Raimi tại Sony Pictures, nhưng không hài lòng với những người còn lại. Do đó, Arad quyết định thành lập Marvel Studios, hãng phim độc lập lớn đầu tiên của Hollywood kể từ DreamWorks. Kevin Feige, "chỉ huy thứ hai" của Arad, nhận ra rằng không giống như Người Nhện hay X-Men, những người có bản quyền phim lần lượt cho Sony và Fox, Marvel vẫn sở hữu quyền đối với các thành viên chính của Avengers. Feige, một "fanboy" tự mô tả, đã hình dung ra việc tạo ra một vũ trụ chia sẻ, giống như Stan Lee và Jack Kirby đã làm với truyện tranh của họ vào đầu những năm 1960.
Để huy động vốn, hãng phim đã đảm bảo nguồn vốn từ khoản tín dụng trong vòng 7 năm trị giá 525 triệu đô la với Merrill Lynch. Kế hoạch của Marvel là phát hành các bộ phim riêng lẻ cho các nhân vật chính của họ và sau đó hợp nhất chúng thành một bộ phim chéo. Arad nghi ngờ chiến lược này, nhưng khẳng định rằng chính danh tiếng của ông đã giúp đảm bảo nguồn tài chính ban đầu. Ông từ chức vào năm sau. Năm 2007, Feige được bổ nhiệm làm giám đốc xưởng phim ở tuổi 33. Để duy trì tính toàn vẹn về mặt nghệ thuật, Marvel Studios đã thành lập một ủy ban sáng tạo gồm sáu người quen thuộc với mảng truyện tranh của hãng: Feige, đồng chủ tịch Marvel Studios Louis D'Esposito, chủ tịch xuất bản của Marvel Comics Dan Buckley, giám đốc sáng tạo Marvel Joe Quesada, nhà văn Brian Michael Bendis và chủ tịch Marvel Entertainment Alan Fine. Feige ban đầu gọi tính chia sẻ liên tục của câu chuyện trong những bộ phim này là "Vũ trụ Phim ảnh Marvel", nhưng sau đó sử dụng thuật ngữ "Vũ trụ Điện ảnh Marvel". Kể từ khi nhựng quyền thương mại mở rộng sang các phương tiện truyền thông khác, cụm từ này đã được một số người sử dụng để chỉ phim truyện.
Tháng 10 năm 2014, Marvel Studios đã tổ chức họp báo công bố tên cho các bộ phim thuộc Giai đoạn 3 của họ. Tháng 9 năm 2015, sau khi Marvel Studios vào Walt Disney Studios với việc Feige báo cáo với chủ tịch Alan Horn của Walt Disney Studios thay vì Giám đốc điều hành Marvel Entertainment Isaac Perlmutter, ủy ban sáng tạo của hãng phim đã có ý kiến đóng góp trên danh nghĩa về các bộ phim trong tương lai, mặc dù họ vẫn tiếp tục tham khảo ý kiến về các sản phẩm của Marvel Television và vẫn nằm dưới sự kiểm soát của Perlmutter. Tất cả các quyết định quan trọng về bộ phim trong tương lai đều do Feige, D'Esposito và Victoria Alonso đưa ra. Feige đã đề cập rằng Avengers: Hồi kết (2019) sẽ cung cấp một kết thúc cho các bộ phim trước nó, với việc sản phẩm điện ảnh sẽ có hai giai đoạn riêng biệt gồm mọi thứ trước Hồi kết và mọi thứ sau đó. Sau đó ông nói rằng Giai đoạn 3 sẽ kết thúc "Kỷ nguyên Vô cực".

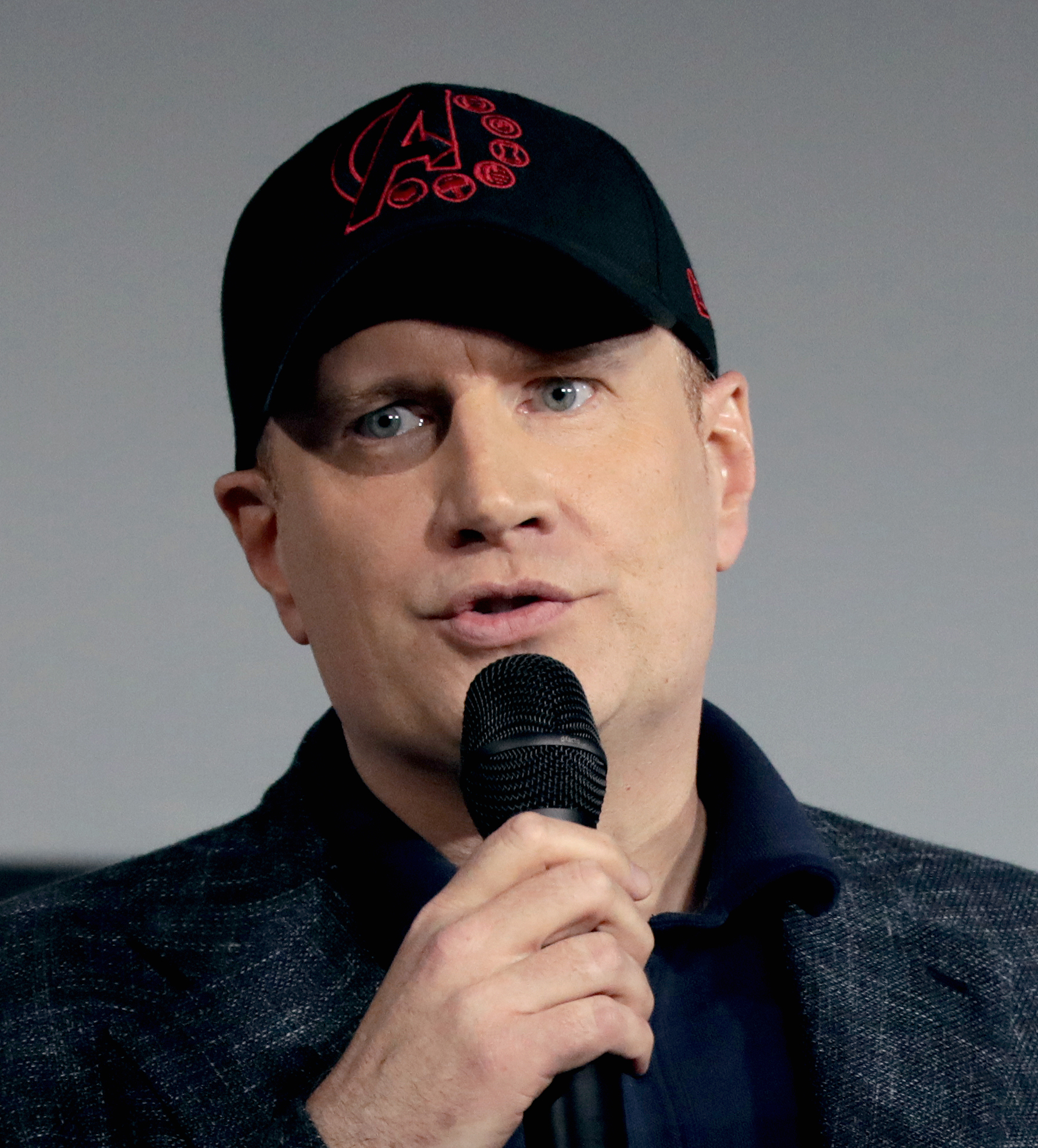
Kevin Feige đã giúp hình thành một Vũ trụ Điện ảnh chia sẻ các tài nguyên của Marvel.

Tháng 11 năm 2017, Disney phát triển một loạt phim truyền hình Marvel mới cho dịch vụ phát trực tuyến Disney+ của họ. Tháng 7 năm 2018, Feige lưu ý rằng các cuộc thảo luận đã bắt đầu với Disney về bất kỳ sự tham gia tiềm năng nào mà Marvel Studios có thể có với dịch vụ phát trực tuyến, vì Feige cảm thấy dịch vụ này là một điều quan trọng đối với công ty. Tháng 9 năm 2018, có thông tin cho rằng Marvel Studios đang phát triển một số loạt phim mang tính giới hạn tập trung vào các nhân vật loại hai từ các bộ phim MCU, những người chưa và không có khả năng đóng vai chính trong phim của họ. Mỗi loạt phim dự kiến có từ 6 đến 8 tập, và sẽ được sản xuất bởi Marvel Studios mà không phải là Marvel Television, với Feige đảm nhận vai trò điều hành trong quá trình phát triển của mỗi loạt phim. Feige lưu ý rằng loạt phim đang được phát triển cho dịch vụ phát trực tuyến sẽ "kể những câu chuyện ... mà chúng tôi sẽ không thể kể trong trải nghiệm màn ảnh rộng – những câu chuyện dài hơn". Ông cũng nói thêm rằng việc được Disney yêu cầu tạo ra những loạt phim này sẽ tiếp thêm năng lượng sáng tạo cho mọi người trong Marvel Studios, vì chúng có thể phát trên trong một phương tiện mới và đưa ra các quy tắc về cấu trúc và định dạng mới.
Tháng 7 năm 2019, Feige đã công bố chuỗi sự kiện như một phần của phương án Giai đoạn 4 tại San Diego Comic-Con bao gồm các bộ phim và lần đầu tiên chuỗi phim truyền hình xuất hiện trên Disney+. Trong giai đoạn 4 bao gồm What If...? - loạt phim hoạt hình đầu tiên của Marvel Studios và đến tháng 7 năm 2021, hãng phim đã tạo ra một "chi nhánh hoạt hình và xưởng phim nhỏ" để tập trung vào nhiều nội dung hoạt hình hơn ngoài What If...?. Tháng 4 năm 2022, Feige cho biết ông và Marvel Studios đang sáng tạo để lập kế hoạch và thảo luận về các bộ phim MCU trong 10 năm tiếp theo. Tháng 7 cùng năm, Feige đã công bố một số phim điện ảnh và bộ phim truyền hình cho Giai đoạn 5 và Giai đoạn 6 tại San Diego Comic-Con, tiết lộ rằng ba giai đoạn tiếp theo được gọi chung là "Kỷ nguyên Đa Vũ trụ". Feige giải thích rằng trong quá trình phát triển Giai đoạn 4, Marvel Studios đã nhận ra rằng nó sẽ khác so với ba giai đoạn đầu, với nhiều dự án hơn trong một khoảng thời gian ngắn hơn. Điều này cũng đến sau những "kinh nghiệm sáng tạo" khi kết thúc Giai đoạn 3 và "Kỷ nguyên Vô cực" với Avengers: Cuộc chiến vô cực (2018) và Avengers: Hồi kết (2019). Do đó, thay vì "đỉnh điểm cứ sau 10 tháng cho một bộ phim Avengers", họ quyết định để lại đỉnh cao đó cho đến khi kết thúc "Kỷ nguyên Đa Vũ trụ", với ba giai đoạn tiếp theo được xây dựng thành Avengers: The Kang Dynasty và Avengers: Secret Wars (2025).
Tháng 12 năm 2017, Walt Disney đã đồng ý mua lại 20th Century Fox. Giao dịch hoàn thành vào ngày 19 tháng 3 năm 2019. Việc mua lại tạo điều kiện trao lại quyền làm phim của Deadpool, các nhân vật X-Men và Fantastic Four cho Marvel Studios, điều này sẽ tạo ra thế giới phong phú hơn, phức tạp hơn của các nhân vật và câu chuyện liên quan đến nhau. Một số yếu tố ảnh hưởng do 20th Century Fox kiểm soát trước đây được tích hợp vào MCU là tổ chức S.W.O.R.D. trong loạt phim Disney+ WandaVision và quốc gia hư cấu Madripoor trong loạt phim The Falcon and the Winter Soldier. Ngoài ra, Patrick Stewart xuất hiện với vai trò Giáo sư Charles Xavier của vũ trụ Earth-838 trong Phù thủy tối thượng trong Đa Vũ trụ hỗn loạn (2022), miêu tả một phiên bản khác của nhân vật mà ông từng đóng trong loạt phim X-Men của 20th Century Fox, trong khi Kamala Khan được tiết lộ là có đột biến gen trong Ms. Marvel, với diễn viên Iman Vellani xác nhận vai diễn của cô là người đột biến đầu tiên trong MCU.

### Marvel Television

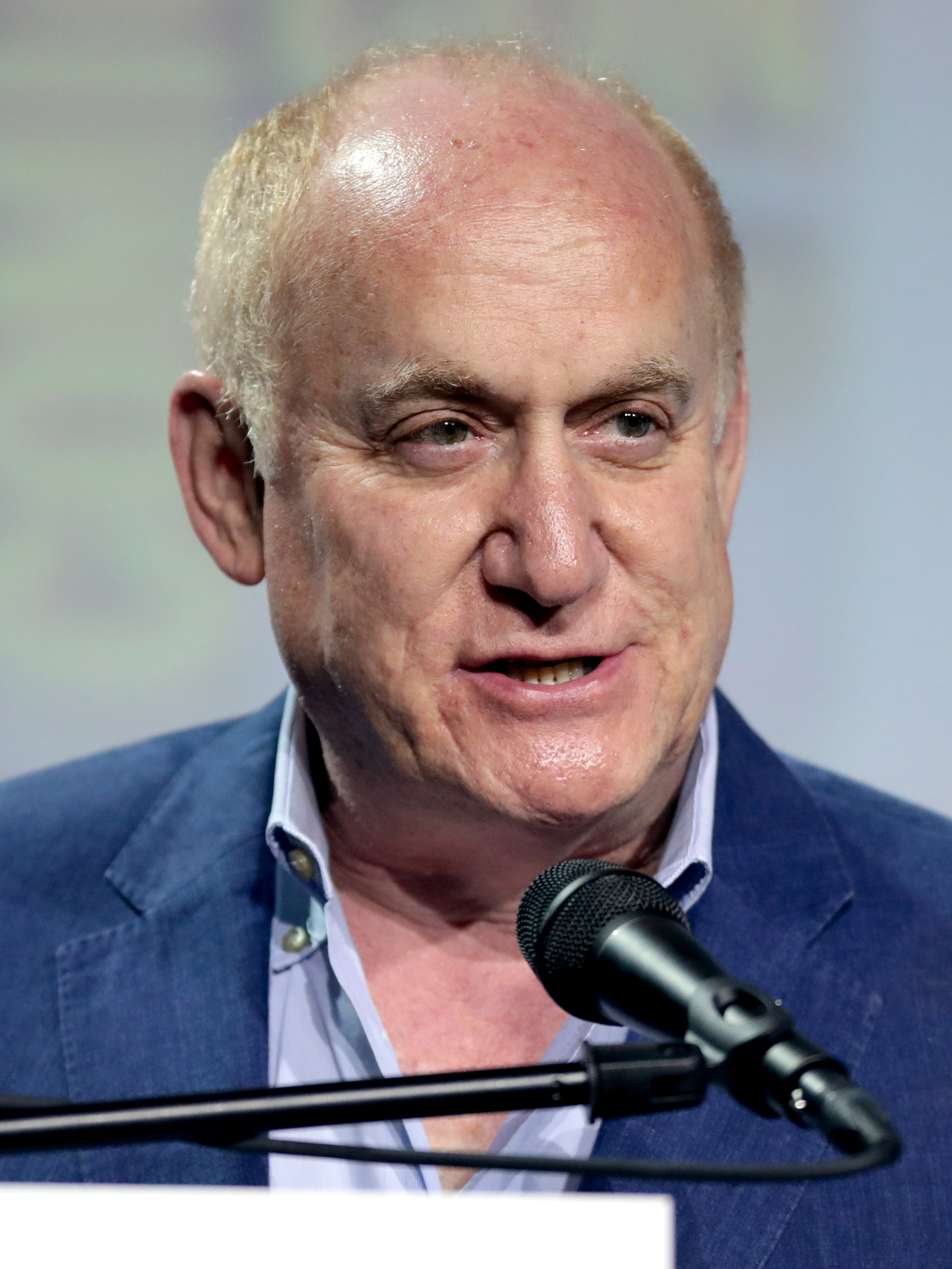
Cựu Trưởng bộ phận Truyền hình Marvel Jeph Loeb từng là nhà sản xuất điều hành của mọi loạt phim truyền hình trên ABC, Netflix, Hulu và Freeform.

Tháng 6 năm 2010, Marvel Television được thành lập với Jeph Loeb là chủ tịch. Tháng 7 năm 2012, Marvel Television đã thảo luận với ABC để tạo ra một chương trình lấy bối cảnh MCU; và cuối cùng đã tạo ra loạt phim Agents of SHIELD, Agent Carter, và Inhumans, được hợp tác sản xuất với Tổng công ty IMAX. Tháng 11 năm 2013, Disney đã chuẩn bị cung cấp cho Netflix loạt phim hành động Daredevil, Jessica Jones, Luke Cage và Iron Fist, dẫn đến loạt phim The Defenders. Tháng 4 năm 2016, Netflix đã đặt hàng The Punisher, một phần phụ của Daredevil. Tháng 2 năm 2019, Netflix đã hủy bỏ tất cả các loạt phim Marvel của họ. Tháng 4 năm 2016, nhà phát hành Freeform thuộc sở hữu của Disney đã công bố Cloak & Dagger. Tháng 5 năm 2017, Marvel thông báo rằng Runaways đã nhận được một đơn đặt hàng loạt phim từ Hulu. Tháng 5 năm 2019, Marvel thông báo rằng Helstrom đã được bật đèn xanh cho Hulu.
Tháng 10 năm 2019, việc tái cơ cấu công ty sâu hơn đã chứng kiến Feige được bổ nhiệm là Giám đốc sáng tạo của Marvel Entertainment, với việc Marvel Television trở thành một phần của Marvel Studios và giám đốc điều hành của Marvel Television sẽ phải báo cáo cho Feige. Tháng 12 năm 2019, Marvel Television được xếp lại thành Marvel Studios, với việc Marvel Studios tiếp quản sản xuất loạt phim hiện tại vào thời điểm đó, từ đó không có loạt phim nào khác từ Marvel Television được xem xét để phát triển tiếp. Tháng 1 năm 2021, Feige nói "không bao giờ nói không bao giờ" có khả năng hồi sinh loạt phim Netflix, nhưng lưu ý rằng Marvel Studios đang tập trung vào loạt phim Disney+ mới của họ được công bố vào thời điểm đó. Tháng 5 năm 2022, có thông tin tiết lộ rằng Marvel Studios đang phát triển một loạt phim Daredevil mới cho Disney+, sau đó được chính thức công bố vào tháng 7 với tên Daredevil: Born Again.

### Các phương tiện khác
Năm 2008, bộ truyện tranh dựa vào phim đầu tiên được phát hành. Quesada lưu ý rằng truyện tranh sẽ được đặt trong sự liên tục của các bộ phim, nhưng không nhằm mục đích chuyển thể trực tiếp. Thay vào đó, họ sẽ khám phá mọi điều xảy ra ngoài màn hình điện ảnh hoặc xác định một điều gì đó được đề cập ngắn gọn. Feige đã tham gia vào việc tạo ra truyện tranh, đôi khi cũng là nhà biên kịch của bộ phim. Marvel Comics đã làm việc với Brad Winderbaum, Jeremy Latcham và Will Corona Pilgrim tại Marvel Studios để quyết định những khái niệm nào nên được chuyển từ Vũ trụ Truyện tranh Marvel sang Vũ trụ Điện ảnh Marvel, những gì sẽ hiển thị trong truyện tranh và những gì nên bỏ đi trong các bộ phim. Marvel đã làm rõ truyện tranh nào trong số các truyện tranh liên quan được coi là truyện nhằm phát triển MCU, với phần còn lại chỉ đơn thuần lấy cảm hứng từ MCU, nơi họ có thể thể hiện tất cả các nhân vật trong phim trong trang phục và ở dạng truyện tranh.
Tháng 8 năm 2011, Marvel đã công bố một loạt các phim ngắn quay trực tiếp với tên gọi Marvel One-Shots, tên bắt nguồn từ nhãn hiệu được Marvel Comics sử dụng cho truyện tranh một cảnh của họ. Đồng sản xuất Brad Winderbaum gọi các phim ngắn là một cách thú vị để thử nghiệm đối với các nhân vật và ý tưởng mới và để mở rộng MCU. Mỗi phim ngắn được thiết kế để trở thành một câu chuyện riêng cung cấp thêm cốt truyện về các nhân vật hoặc sự kiện được giới thiệu trong phim.
Tháng 3 năm 2015, Phó chủ tịch phát triển và sản xuất phim hoạt hình của Marvel Cort Lane tuyên bố rằng hoạt hình gắn liền với MCU đang trong quá trình thực hiện. Tháng 7 cùng năm, Marvel Studios hợp tác với Google để sản xuất chương trình tin tức hư cấu WHIH Newsfront với Christine Everhart, một loạt video YouTube trong vũ trụ đóng vai trò là trung tâm của chiến dịch tiếp thị để quảng bá phim và vũ trụ điện ảnh. Tháng 12 năm 2016, một loạt web gồm sáu phần là Agents of S.H.I.E.L.D.: Slingshot, đã được lộ diện, ra mắt trên ABC.com vào ngày 13 tháng 12 năm 2016. Phim theo chân Elena "Yo-Yo" Rodriguez trong một nhiệm vụ bí mật, ngay trước khi bắt đầu trong mùa 4 của Agents of S.H.I.E.L.D., với Natalia Cordova-Buckley đảm nhận vai trò của cô ấy. Tháng 9 năm 2019, Sony đã tạo ra một phiên bản thực của trang web TheDailyBugle.net hư cấu như một phần của chiến dịch tiếp thị để quảng cáo cho việc phát hành truyền thông gia đình của Người Nhện xa nhà (2019). Lấy cảm hứng từ các trang web hư cấu phát triển trong thế giới thực, chẳng hạn như của Alex Jones, trang web này có hình ảnh JK Simmons tái hiện vai J. Jonah Jameson của ông trong một video mà ông lên tiếng chống lại Người Nhện. Tháng 12 năm 2020, Marvel Studios công bố I Am Groot, một loạt phim ngắn hoạt hình chân thực với sự tham gia của Baby Groot cho Disney+.

### Thực tế kinh doanh

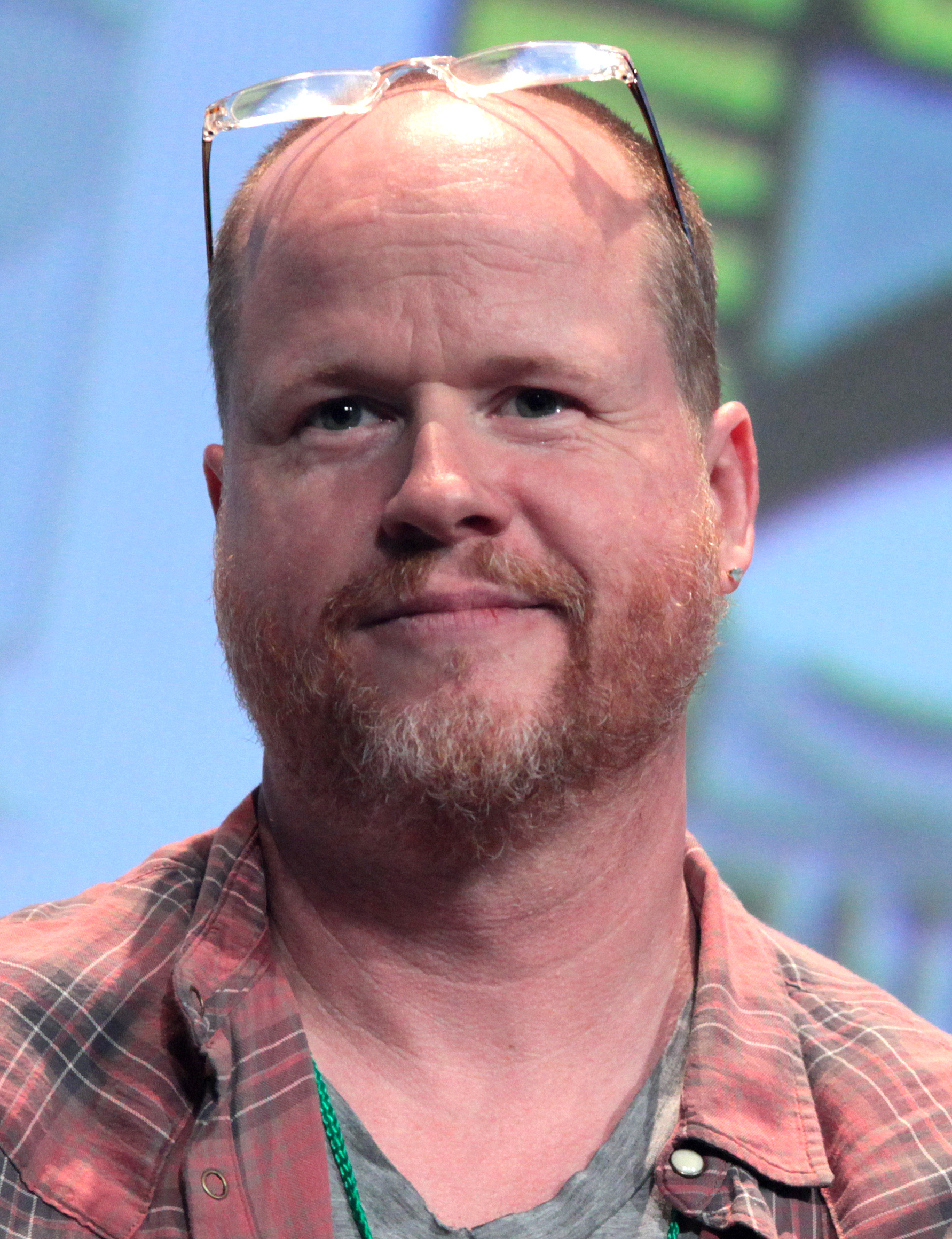
Joss Whedon là người đóng góp lớn cho Giai đoạn Hai, đưa ra cái nhìn sâu sắc sáng tạo cho tất cả các bộ phim của mình và ra mắt loạt phim truyền hình MCU đầu tiên, Agents of S.H.I.E.L.D., đồng thời viết kịch bản và đạo diễn Avengers: Đế chế Ultron.

Marvel Studios thường tập hợp một "lookbook" ảnh hưởng từ truyện tranh và nghệ thuật bởi bộ phận phát triển hình ảnh của Marvel, để tạo ra một khuôn mẫu hình ảnh cho một dự án. Những nội dung này được tập hợp lại tại các buổi tổng kết của công ty, mà studio tổ chức "18 tháng hoặc lâu hơn" một lần để lập kế hoạch và phát triển các giai đoạn của MCU. Tuy nhiên, những lookbook này không phải lúc nào cũng được hiển thị cho các đạo diễn, với việc Marvel đôi khi thích để đạo diễn đưa ra ý tưởng của riêng họ trước. Khi chọn đạo diễn cho một dự án, Marvel Studios tìm kiếm những nhà làm phim để thuê những người có khả năng hướng dẫn một bộ phim, với một số lựa chọn của họ được coi là "trái ngành", cho một tác phẩm trước đây của một đạo diễn. Feige nhận xét, "Bạn không cần phải đạo diễn một bộ phim hiệu ứng hình ảnh lớn, khổng lồ để thực hiện một bộ phim hiệu ứng hình ảnh lớn, khổng lồ cho chúng tôi. Bạn chỉ cần làm một điều gì đó đặc biệt tuyệt vời."
Hãng phim đảm bảo các đạo diễn cởi mở với ý tưởng về vũ trụ chung và sẵn sàng đưa vào các tài liệu liên kết, chẳng hạn như Kenneth Branagh và Joe Johnston cần đưa vào các cảnh dàn dựng của Avengers trong Thor và Captain America: Kẻ báo thù đầu tiên, tương ứng. Marvel Studios thường có ý tưởng lớn mà họ muốn khám phá hoặc xây dựng trong một dự án, chẳng hạn như Hydra xâm nhập vào S.H.I.E.L.D. trong Captain America: Chiến binh mùa đông, tùy thuộc vào các nhà làm phim để giải thích và "ứng biến một chút" để đến đó. Sau khi những ý tưởng này đã được phát triển, nhóm sáng tạo sau đó bắt đầu khám phá những ý tưởng xảy ra trong các dự án khác trong tương lai để xem cách tạo ra bất kỳ kết nối vũ trụ nào lớn hơn. Có rất nhiều sự hợp tác giữa anh em nhà Russo và các nhà biên kịch Christopher Markus và Stephen McFeely với các đạo diễn và biên kịch của Giai đoạn Ba khác để đảm bảo "mọi thứ diễn ra đúng hướng" cho "đỉnh cao" của MCU trong Avengers: Cuộc chiến vô cực và Avengers: Hồi kết.
Marvel Studios cũng bắt đầu ký hợp đồng với các diễn viên của họ cho nhiều bộ phim, bao gồm cả việc ký hợp đồng với nam diễn viên Samuel L. Jackson cho một hợp đồng chín phim "chưa từng có tiền lệ" khi đó. Feige cho biết hãng phim có tất cả các diễn viên ký hợp đồng cho nhiều phim, với tiêu chuẩn là 3 hoặc nhiều hơn, và 9 hoặc 12 hợp đồng phim "hiếm hơn". Hợp đồng của diễn viên cũng có các điều khoản cho phép Marvel sử dụng tối đa ba phút diễn xuất của một diễn viên từ phim này sang phim khác, mà Marvel mô tả là "vật liệu bắc cầu". Vào đầu Giai đoạn 4, Marvel Studios đã không còn ký hợp đồng với các diễn viên cho một số lượng lớn các dự án, với thời hạn thỏa thuận khác nhau đối với từng diễn viên và dự án. Feige cho biết hãng phim đang tìm kiếm những diễn viên hào hứng tham gia nhượng quyền thương mại và xuất hiện trong nhiều dự án mà không bị ràng buộc bởi các nghĩa vụ hợp đồng. Ông cũng lưu ý rằng họ đang bắt đầu đưa các điểm tham quan công viên giải trí vào các giao dịch của các diễn viên.
Vào tháng 8 năm 2012, Marvel đã ký hợp đồng độc quyền với Joss Whedon đến tháng 6 năm 2015 cho điện ảnh và truyền hình. Với thỏa thuận này, Whedon sẽ "đóng góp sáng tạo" vào Giai đoạn 2 của MCU và phát triển loạt phim truyền hình đầu tiên lấy bối cảnh vũ trụ. Vào tháng 4 năm 2017, James Gunn tiết lộ rằng anh sẽ làm việc với Marvel "để giúp thiết kế câu chuyện của [các nhân vật trong Vệ binh dải ngân hà] đi đến đâu, và đảm bảo tương lai của Vũ trụ Marvel đặc biệt, chân thực và huyền diệu như những gì chúng tôi đã tạo ra cho đến nay". Đến tháng 12 năm 2020, do tác động của COVID-19 đối với các rạp chiếuvà các hãng phim chuyển hướng khỏi việc phát hành tại rạp, Marvel Studios bắt đầu khám phá các hợp đồng cập nhật cho các diễn viên, biên kịch, đạo diễn và nhà sản xuất để nhận được khoản bồi thường đã điều chỉnh trong trường hợp phim phải ra mắt trên Disney+ thay vì ở rạp. TheWrap báo cáo rằng họ tin rằng các hợp đồng mới sẽ chỉ áp dụng cho các bộ phim sắp bắt đầu sản xuất và không rõ liệu có điều chỉnh nào sẽ được thực hiện đối với các hợp đồng đối với các bộ phim đã hoàn thành nhưng chưa được phát hành hay không.
Đối với Marvel Television, Loeb giải thích rằng họ tự coi mình là nhà sản xuất hỗ trợ người chiếu: "chúng tôi tham gia vào mọi khía cạnh của quá trình sản xuất — cho dù đó là ở trong phòng biên kịch, biên tập trên phim trường, tuyển diễn viên — mọi bước của quá trình sản xuất thông qua đội ngũ Marvel để kể câu chuyện hay nhất mà chúng tôi có thể." Anh ấy nói thêm rằng studio có thể làm việc trên rất nhiều loạt phim trên các mạng và nền tảng khác nhau bởi vì tất cả những gì họ cần là một người từ studio làm việc trên mỗi loạt phim để giúp "hướng dẫn quy trình". Các diễn viên xuất hiện trong loạt phim truyền hình Marvel, chẳng hạn như Charlie Cox (Matt Murdock / Daredevil trong Daredevil) và Adrianne Palicki (Bobbi Morse / Mockingbird trong Agent of S.H.I.E.L.D.), theo hợp đồng có nghĩa vụ xuất hiện trong một bộ phim của Marvel nếu được yêu cầu. Khi phát triển miniseries chéo The Defenders, người dẫn chương trình Marco Ramirez đã tham khảo ý kiến của những người tạo ra tất cả các loạt phim Marvel Netflix riêng lẻ, nhờ họ đọc từng kịch bản cho The Defenders và cung cấp thông tin chi tiết về thế giới của từng nhân vật. Vào tháng 12 năm 2021, Feige xác nhận rằng Cox sẽ đóng lại vai Daredevil trong các sản phẩm MCU của Marvel Studios, với Cox lần đầu tiên đóng lại vai này trong bộ phim Người Nhện: Không còn nhà (2021). Ngoài ra, D'Onofrio lần đầu tiên thể hiện lại vai diễn Kingpin trong loạt phim Hawkeye của Disney+ (2021).

## Phim điện ảnh
Marvel Studios phát hành phim của mình theo nhóm gọi là "Giai đoạn".

### Kỷ nguyên Vô cực
Ba giai đoạn đầu tiên được gọi chung là "Kỷ nguyên Vô cực" (The Infinity Saga).

#### Giai đoạn 1
- Người Sắt (2008)
- Người khổng lồ xanh phi thường (2008)
- Người Sắt 2 (2010)
- Thor (2011)
- Captain America: Kẻ báo thù đầu tiên (2011)
- Biệt đội siêu anh hùng (2012)

#### Giai đoạn 2
- Người Sắt 3 (2013)
- Thor: Thế giới Bóng tối (2013)
- Captain America: Chiến binh mùa đông (2014)
- Vệ binh dải Ngân Hà (2014)
- Avengers: Đế chế Ultron (2015)
- Người Kiến (2015)

#### Giai đoạn 3
- Captain America: Nội chiến siêu anh hùng (2016)
- Doctor Strange: Phù thủy tối thượng (2016)
- Vệ binh dải Ngân Hà 2 (2017)
- Người Nhện: Trở về nhà (2017)
- Thor: Tận thế Ragnarok (2017)
- Chiến binh Báo Đen (2018)
- Avengers: Cuộc chiến vô cực (2018)
- Người Kiến và Chiến binh Ong (2018)
- Đại úy Marvel (2019)
- Avengers: Hồi kết (2019)
- Người Nhện: Xa nhà (2019)

### Kỷ nguyên Đa Vũ trụ
Ba giai đoạn thứ hai được gọi chung là "Kỷ nguyên Đa Vũ trụ" (The Multiverse Saga), và bao gồm loạt phim truyền hình trên Disney+.

#### Giai đoạn 4
- Goá phụ đen (2021)
- Shang-Chi và huyền thoại Thập Luân (2021)
- Chủng tộc bất tử (2021)
- Người Nhện: Không còn nhà (2021)
- Phù thủy tối thượng trong Đa Vũ trụ hỗn loạn (2022)
- Thor: Tình yêu và sấm sét (2022)
- Chiến binh Báo Đen: Wakanda bất diệt (2022)

#### Giai đoạn 5
- Người Kiến và Chiến binh Ong: Thế giới Lượng tử (2023)
- Vệ binh dải Ngân Hà 3 (2023)
- Biệt đội Marvel (2023)
- Deadpool và Wolverine (2024)
- Captain America: Brave New World (2025)
- Thunderbolts* (2024)

#### Giai đoạn 6
- Fantastic Four (2025)
- Blade (2025)
- Avengers: Doomsday (2026)
- Avengers: Secret Wars (2027)

## Phim truyền hình

### Loạt phim Marvel Televisions
Marvel Television đã sản xuất nhiều phim truyền hình dài tập trong MCU trên các kênh truyền hình, phát trực tuyến và truyền hình cáp. Loạt phim Agents of S.H.I.E.L.D. (2013–2020), Agent Carter (2015–2016) và Inhumans (2017) được chiếu trên ABC; loạt phim Daredevil (2015–2018), Jessica Jones (2015–2019), Luke Cage (2016–2018), Iron Fist (2017–2018), The Defenders (2017) và The Punisher (2017–2019) được chiếu trên Netflix; loạt phim dành cho người lớn trẻ tuổi bao gồm Runaways (2017–2019) chiếu trên Hulu và Cloak & Dagger (2018–2019) được chiếu trên Freeform; và loạt phim Hulu Helstrom (2020) ban đầu được dự định là khởi đầu cho loạt phim "Adventure into Fear" đã từng được lên kế hoạch.

### Loạt phim Marvel Studios
Loạt phim truyền hình, được phát hành trên Disney+, đã được đưa vào như một phần của Giai đoạn ngoài các phim truyện của họ.

#### Giai đoạn Bốn
- WandaVision (2021)
- The Falcon and the Winter Soldier (2021)
- Loki mùa 1 (2021)
- What If...? mùa 1 (2021)
- Hawkeye (2021)
- Moon Knight (2022)
- Ms. Marvel (2022)
- She-Hulk: Attorney at Law (2022)

Hai phần phim đặc biệt gồm Werewolf by Night (2022) và The Guardians of the Galaxy Holiday Special (2022).

#### Giai đoạn 5
- What If...? mùa 2 (2023)
- Secret Invasion (2023)
- Echo (2023)
- Loki mùa 2 (2023)
- Ironheart (2023)
- Agatha: Coven of Chaos (2023)
- Daredevil: Born Again (2024)

### Marvel One-Shots
Marvel One-Shots là một loạt các phim ngắn trực tiếp được đưa vào như một phần đặc biệt trong các bản phát hành dạng Blu-ray và phân phối kỹ thuật số của các bộ phim MCU. Các bộ phim bao gồm The Consultation (2011), A Funny Thing Happened on the Way to Thor's Hammer (2011), Item 47 (2012), Agent Carter (2013), và All Hail the King (2014).
Sau khi One-Shots có mặt trên Disney+ vào tháng 1 năm 2022, Marvel đã phân loại loạt phim ngắn Team Thor là One-Shots. Team Thor là một loạt phim ngắn mô phỏng trực tiếp video được phát hành từ năm 2016 đến năm 2018, bao gồm Team Thor, Team Thor: Part 2 và Team Darryl, tất cả đều được viết kịch bản và đạo diễn của Taika Waititi.

### I am Groot
I Am Groot là một loạt phim hoạt hình ngắn của Disney+ với sự tham gia của Baby Groot trong các cuộc phiêu lưu với các nhân vật mới và khác thường. Vin Diesel đóng lại vai diễn của mình, với tất cả năm tập phim ngắn được phát hành vào ngày 10 tháng 8 năm 2022.

## Phương tiện truyền thông khác

### Loạt phim kỹ thuật số
WHIH Newsfront (2015–2016) là một phần phim về chương trình thời sự trong vũ trụ Marvel, được miêu tả như một chiến dịch tiếp thị cho một số bộ phim MCU, được tạo ra với sự hợp tác của Google cho YouTube. Chiến dịch là một phần mở rộng của mạng tin tức hư cấu WHIH World News, đưa tin về các sự kiện lớn trong nhiều bộ phim điện ảnh và loạt phim truyền hình của MCU. Leslie Bibb đảm nhận vai Christine Everhart trong phim Người sắt.
Agents of SHIELD: Slingshot (2016) là một loạt phim truyền hình kỹ thuật số được sản xuất bởi Marvel Television, bộ phim là phần bổ sung cho Agents of SHIELD.
Hai mùa đầu tiên của The Daily Bugle (2019 – nay) là một chương trình thời sự trong vũ trụ điện ảnh đóng vai trò là chiến dịch tiếp thị lan truyền cho các bộ phim Người Nhện xa nhà và Người Nhện: Không còn nhà với các video được phát hành trên YouTube và TikTok. Nó dựa trên những bản tin giật gân hư cấu cùng tên xuất hiện trong MCU — bản thân nó dựa trên cơ quan báo chí hư cấu cùng tên xuất hiện trong một số ấn phẩm của Marvel Comics. JK Simmons và Angourie Rice đóng lại vai J. Jonah Jameson và Betty Brant từ loạt phim điện ảnh Spider-Man.

### Truyện tranh
Nhiều ấn phẩm truyện tranh đã được xuất bản bởi Marvel Comics được đưa vào những bộ phim điện ảnh và loạt phim truyền hình MCU. Chúng nhằm mục đích kể những câu chuyện bổ sung về các nhân vật hiện có hoặc tạo kết nối giữa các dự án của MCU mà không nhất thiết phải mở rộng vũ trụ hoặc giới thiệu các khái niệm hoặc nhân vật mới.

### Sách
Hồ sơ Wakanda: Khám phá công nghệ của Avengers and Beyond là "một tập hợp các giấy tờ, bài báo, bản thiết kế và ghi chú được tích lũy trong suốt lịch sử bởi War Dogs của Wakanda" theo yêu cầu của Shuri . Nó được sắp xếp theo các lĩnh vực nghiên cứu và bao gồm những tiến bộ công nghệ trong Vũ trụ Điện ảnh Marvel. Cuốn sách tồn tại trong vũ trụ được viết bởi Troy Benjamin và được xuất bản bởi Epic Ink và Quarto Publishing Group. Tệp Wakanda có nội dung được in bằng mực UV có thể được xem bằng đèn UV hình hạt Kimoyo đi kèm với sách. Nó được phát hành vào ngày 20 tháng 10 năm 2020.

### Âm nhạc
Nhiều nhà soạn nhạc khác nhau đã tạo ra điểm số đánh giá cao về mặt âm nhạc cho các phim điện ảnh và truyền hình của các bộ phim MCU, loạt phim truyền hình, phim ngắn và các dự án liên quan khác của MCU. Bài hát gốc cũng đã được tạo ra sự đặc biệt để sử dụng trong nhượng quyền thương mại, trong khi Brian Tyler và Michael Giacchino còn thiết kế logo cho Marvel Studios.

## Mốc thời gian

### Dòng thời gian mô tả trong MCU
| 1943 | Captain America: Kẻ báo thù đầu tiên            |
| 1944 |                                                 |
| 1945 |                                                 |
| 1946 | Agent Carter                                    |
| 1947 |                                                 |
| 1948 |                                                 |
| 1949 |                                                 |
| 1950 |                                                 |
| 1951 |                                                 |
| 1952 |                                                 |
| 1953 |                                                 |
| 1954 |                                                 |
| 1955 |                                                 |
| 1956 |                                                 |
| 1957 |                                                 |
| 1958 |                                                 |
| 1959 |                                                 |
| 1960 |                                                 |
| 1961 |                                                 |
| 1962 |                                                 |
| 1963 |                                                 |
| 1964 |                                                 |
| 1965 |                                                 |
| 1966 |                                                 |
| 1967 |                                                 |
| 1968 |                                                 |
| 1969 |                                                 |
| 1970 |                                                 |
| 1971 |                                                 |
| 1972 |                                                 |
| 1973 |                                                 |
| 1974 |                                                 |
| 1975 |                                                 |
| 1976 |                                                 |
| 1977 |                                                 |
| 1978 |                                                 |
| 1979 |                                                 |
| 1980 |                                                 |
| 1981 |                                                 |
| 1982 |                                                 |
| 1983 |                                                 |
| 1984 |                                                 |
| 1985 |                                                 |
| 1986 |                                                 |
| 1987 |                                                 |
| 1988 |                                                 |
| 1989 |                                                 |
| 1990 |                                                 |
| 1991 |                                                 |
| 1992 |                                                 |
| 1993 |                                                 |
| 1994 |                                                 |
| 1995 | Đại úy Marvel                                   |
| 1996 |                                                 |
| 1997 |                                                 |
| 1998 |                                                 |
| 1999 |                                                 |
| 2000 |                                                 |
| 2001 |                                                 |
| 2002 |                                                 |
| 2003 |                                                 |
| 2004 |                                                 |
| 2005 |                                                 |
| 2006 |                                                 |
| 2007 |                                                 |
| 2008 |                                                 |
| 2009 |                                                 |
| 2010 | Người Sắt                                       |
| 2011 | Người Sắt 2                                     |
| 2011 | Người khổng lồ xanh phi thường                  |
| 2011 | A Funny Thing...                                |
| 2011 | Thor                                            |
| 2011 | The Consultant                                  |
| 2012 | Biệt đội siêu anh hùng                          |
| 2012 | Item 47                                         |
| 2012 | Người Sắt 3                                     |
| 2013 | All Hail the King                               |
| 2013 | Thor 2: Thế giới Bóng tối                       |
| 2014 | Captain America 2: Chiến binh mùa đông          |
| 2014 | Vệ binh dải Ngân Hà                             |
| 2014 | I Am Groot tập 1                                |
| 2014 | Vệ binh dải Ngân Hà 2                           |
| 2014 | I Am Groot tập 2–5                              |
| 2015 | Avengers: Đế chế Ultron                         |
| 2015 | Người Kiến                                      |
| 2016 | Captain America: Nội chiến siêu anh hùng        |
| 2016 | Góa phụ đen                                     |
| 2016 | Black Panther: Chiến binh Báo Đen               |
| 2016 | Người Nhện: Trở về nhà                          |
| 2016 | Doctor Strange: Phù thủy tối thượng             |
| 2017 | Thor: Tận thế Ragnarok                          |
| 2018 | Người Kiến và Chiến binh Ong                    |
| 2018 | Avengers: Cuộc chiến vô cực                     |
| 2019 |                                                 |
| 2020 |                                                 |
| 2021 |                                                 |
| 2022 |                                                 |
| 2023 | Avengers: Hồi kết                               |
| 2023 | WandaVision                                     |
| 2024 | The Falcon and the Winter Soldier               |
| 2024 | Shang-Chi và huyền thoại Thập Luân              |
| 2024 | Chủng tộc bất tử                                |
| 2024 | Người Nhện xa nhà                               |
| 2024 | Người Nhện: Không còn nhà                       |
| 2024 | Phù thủy tối thượng trong Đa Vũ trụ hỗn loạn    |
| 2024 | Hawkeye                                         |
| 2025 | Moon Knight                                     |
| 2025 | Chiến binh Báo Đen: Wakanda bất diệt            |
| 2025 | She-Hulk: Attorney at Law                       |
| 2025 | Ms. Marvel                                      |
| 2025 | Thor: Tình yêu và sấm sét                       |
| 2025 | The Guardians of the Galaxy Holiday Special     |
| 2025 | Người Kiến và Chiến binh Ong: Thế giới Lượng tử |

Trong Giai đoạn 1 của MCU, Marvel Studios đã sắp xếp một số câu chuyện trong phim của họ có liên quan đến nhau, mặc dù họ không có kế hoạch dài hạn cho dòng thời gian của vũ trụ thống nhất vào thời điểm đó. Người Sắt 2 lấy bối cảnh sáu tháng sau các sự kiện của Người Sắt, cùng thời điểm với phim Thor theo nhận xét của nhân vật Nick Fury. Một số bộ phim ngắn của Marvel cũng xảy ra xung quanh các sự kiện của các phim Giai đoạn 1, bao gồm The Consultation (lấy bối cảnh sau các sự kiện của Người Sắt 2 và Người khổng lồ xanh phi thường), A Funny Thing..., Happened on the Way to Thor's Hammer (lấy bối cảnh trước các sự kiện của Thor), Item 47 (lấy bối cảnh sau Biệt đội siêu anh hùng), và Agent Carter (lấy bối cảnh một năm sau sự kiện của Captain America: Kẻ báo thù đầu tiên).
Vì muốn đơn giản hóa dòng thời gian trong vũ trụ, các bộ phim của Giai đoạn 2 được lấy bối cảnh trong thời gian thực liên quan đến Biệt đội siêu anh hùng, Người Sắt 3 diễn ra vào khoảng sáu tháng sau, vào lễ Giáng sinh; Thor 2: Thế giới Bóng tối lấy bối cảnh một năm sau đó; Captain America 2: Chiến binh mùa đông là hai năm sau đó. Avengers: Đế chế Ultron và Người Kiến kết thúc giai đoạn vào năm 2015, với vài tháng trôi qua giữa các bộ phim trong vũ trụ như trong đời thực. All Hail the King lấy bối cảnh sau các sự kiện của Người Sắt 3.
Đối với Giai đoạn 3, hai đạo diễn anh em nhà Russo muốn tiếp tục sử dụng thời gian thực, và vì vậy Captain America: Nội chiến siêu anh hùng bắt đầu một năm sau Avengers: Đế chế Ultron, với Avengers: Cuộc chiến vô cực lấy bối cảnh hai năm sau đó. Tuy nhiên, nhà sản xuất Brad Winderbaum cho biết các phim Giai đoạn 3 sẽ thực sự "xảy ra chồng lên nhau" trong khi ít "đan xen" hơn như các phim Giai đoạn 1, với Black Panther: Chiến binh Báo Đen và Người Nhện: Trở về nhà lần lượt bắt đầu một tuần và vài tháng sau Captain America: Nội chiến siêu anh hùng; Thor: Tận thế Ragnarok bắt đầu bốn năm sau Thor 2: Thế giới Bóng tối và hai năm sau Avengers: Đế chế Ultron, cùng thời điểm với Captain America: Nội chiến siêu anh hùng và Người Nhện: Trở về nhà; Doctor Strange: Phù thủy tối thượng diễn ra trong hơn một năm và kết thúc "gộp với phần còn lại của MCU"; Người Kiến và Chiến binh Ong cũng lấy bối cảnh hai năm sau Captain America: Nội chiến siêu anh hùng và một thời gian ngắn trước Avengers: Cuộc chiến vô cực; Vệ binh dải Ngân Hà và phần tiếp theo của phim là Vệ binh dải Ngân Hà 2 được đặt bối cảnh rõ ràng vào năm 2014, mà Feige tin rằng sẽ tạo ra khoảng cách bốn năm giữa Vệ binh dải Ngân Hà 2 và Avengers: Cuộc chiến vô cực, mặc dù các phim MCU khác cho đến thời điểm đó không xác định năm chiếu trên màn ảnh. Sau Avengers: Cuộc chiến vô cực, anh em nhà Russo cho biết các bộ phim trong tương lai sẽ không nhất thiết phải được thiết lập theo thời gian thực vì có "rất nhiều cách rất sáng tạo để câu chuyện có thể bắt đầu từ đây", với cả Người Kiến và Chiến binh Ong và Đại uý Marvel đặt trước đó trong dòng thời gian; với Đại uý Marvel lấy bối cảnh vào năm 1995. Avengers: Hồi kết bắt đầu ngay sau Avengers: Cuộc chiến vô cực và kết thúc vào năm 2023 sau một khoảng thời gian kéo dài 5 năm. Thời gian xác nhận ngày ra mắt của một số bộ phim khác, bao gồm Biệt đội siêu anh hùng năm 2012, Thor 2: Thế giới Bóng tối năm 2013, Vệ binh dải Ngân Hà năm 2014, Doctor Strange: Phù thủy tối thượng vào năm 2017, và Người Kiến và Chiến binh Ong vào năm 2018 cùng lúc với Avengers: Cuộc chiến vô cực. Người Nhện xa nhà bắt đầu tám tháng sau Avengers: Hồi kết vào năm 2024.
Với Giai đoạn 4, Marvel Studios mở rộng sang các loạt phim truyền hình, có mối liên hệ giữa các phim điện ảnh với MCU nhiều hơn so với loạt phim của Marvel Televisions. Nhiều bộ phim trong Giai đoạn này được thiết lập sau các sự kiện của Avengers: Hồi kết. WandaVision (2021) lấy bối cảnh ba tuần sau các sự kiện, và trực tiếp dẫn tới Phù thủy tối thượng trong Đa Vũ trụ hỗn loạn (2022); Mùa 1 của Loki bắt đầu từ năm 2012 sau các diễn biến của Avengers: Hồi kết , nhưng phần lớn của loạt phim tồn tại bên ngoài không thời gian do sự xuất hiện của Time Variance Authority (TVA); phim cũng liên quan tới Phù thủy tối thượng trong Đa Vũ trụ hỗn loạn. What If...? lấy bối cảnh sau phần 1 của Loki,  khám phá các nhánh thời gian khác nhau trong đa vũ trụ mới được tạo ra, trong đó những khoảnh khắc quan trọng trong các bộ phim MCU diễn ra khác nhau. The Falcon and the Winter Soldier xảy ra 6 tháng sau Avengers: Hồi kết. Chủng tộc bất tử diễn ra cùng thời điểm với The Falcon and the Winter Soldier và Người Nhện xa nhà, sáu đến tám tháng sau Avengers: Hồi kết vào năm 2024, trong khi Người Nhện: Không còn nhà bắt đầu ngay sau Người Nhện xa nhà và tiếp tục vào cuối năm 2024. Shang-Chi và huyền thoại Thập Luân xảy ra sau Avengers: Hồi kết, với She-Hulk: Attorney at Law đặt một khoảng thời gian tương đối ngắn sau Shang-Chi. Hawkeye diễn ra một năm sau Hồi kết, trong mùa Giáng sinh năm 2024. Moon Knight diễn ra sau Hawkeye vào đầu năm 2025, trong khi Phù thủy tối thượng trong Đa Vũ trụ hỗn loạn lấy bối cảnh sau Người Nhện: Không còn nhà. Ms. Marvel xảy ra sau Moon Knight, một đến hai năm sau Hồi kết. Thor: Tình yêu và sấm sét diễn ra sau Hồi kết, tám năm rưỡi sau khi Thor chia tay với Jane, điều này xảy ra bởi Ragnarok. Góa phụ đen xảy ra giữa Captain America: Nội chiến siêu anh hùng và Avengers: Cuộc chiến vô cực, chủ yếu diễn ra giữa cốt truyện chính của Nội chiến siêu anh hùng và cảnh cuối cùng của phim. I Am Groot lấy bối cảnh giữa phần cuối của Vệ binh dải Ngân hà tới phần đầu của Vệ binh dải Ngân hà 2 (2017), và đoạn cuối của phần 2 tới cảnh mid-credit của phim.
Với Giai đoạn 5, Secret Invasion lấy bối cảnh sau các sự kiện của Người Nhện: Không còn nhà.

### Các nỗ lực sắp xếp
Truyện tranh liên quan tới Fury's Big Week xác nhận rằng Người khổng lồ xanh phi thường, Người Sắt 2 và Thor đều diễn ra trong vòng một tuần và xảy ra trước một năm với Biệt đội siêu anh hùng. Nhà biên kịch Christopher Yost và Eric Pearson đã tuân theo logic thời gian các phim khi dựng theo truyện tranh và nhận được sự chấp thuận từ Feige và Marvel Studios vào dòng thời gian. Để quảng bá Biệt đội siêu anh hùng, Marvel đã phát hành một bản thông tin về dòng thời gian vào tháng 5 năm 2012.
Khi Người Nhện: Trở về nhà đang được phát triển, đạo diễn kiêm đồng biên kịch Jon Watts đã được xem một cuộn giới thiệu chi tiết về dòng thời gian MCU do nhà đồng sản xuất Eric Carroll tạo ra khi anh ấy mới bắt đầu làm việc cho Marvel Studios. Watts cho biết cuộn giấy bao gồm cả nơi liên tục của các bộ phim được xếp hàng và không theo dòng, và khi được mở ra hoàn toàn, nó kéo dài ra ngoài chiều dài của một bàn hội nghị dài. Cuộn giấy này được sử dụng làm cơ sở để dệt nên sự liên tục của Người Nhện: Trở về nhà vào các bộ phim trước đó, chẳng hạn như Biệt đội siêu anh hùng. Điều này được dán nhãn trong phim với một thẻ tiêu đề nói rằng tám năm trôi qua giữa sự kết thúc của Biệt đội siêu anh hùng và các sự kiện của Captain America: Nội chiến siêu anh hùng, vốn đã bị chỉ trích rộng rãi là một lỗi liên tục đã phá vỡ dòng thời gian MCU đã thiết lập, trong đó đáng lẽ chỉ có bốn năm trôi qua. Ngoài ra, cuộc đối thoại trong Captain America: Nội chiến siêu anh hùng cho thấy rằng tám năm trôi qua giữa sự kết thúc của Người Sắt và các sự kiện của bộ phim đó, mặc dù tính liên tục được thiết lập là gần năm hoặc sáu năm. Đồng đạo diễn của Avengers: Cuộc chiến vô cực, Joe Russo đã mô tả bước nhảy thời gian tám năm của Người Nhện: Trở về nhà là "rất không chính xác", và sai lầm đã được bỏ qua trong Avengers: Cuộc chiến vô cực, chỉ ra rằng các sự kiện của nó diễn ra chỉ sáu năm sau Biệt đội siêu anh hùng. Phản ứng của công chúng về Người Nhện: Trở về nhà đã truyền cảm hứng cho Marvel Studios phát hành một dòng thời gian mới cho cả ba giai đoạn, và vào tháng 11 năm 2018, một dòng thời gian xác định ngày cho các sự kiện trong mỗi bộ phim được phát hành cho đến thời điểm đó.
| Năm       | Phim điện ảnh                                                                          |
| --------- | -------------------------------------------------------------------------------------- |
| 1943–1945 | Captain America: Kẻ báo thù đầu tiên                                                   |
| 2010      | Người Sắt                                                                              |
| 2011      | Ngườii Sắt 2, Thor                                                                     |
| 2012      | Biệt đội siêu anh hùng, Người Sắt 3                                                    |
| 2013      | Thor: Thế giới bóng tối                                                                |
| 2014      | Captain America: Chiến binh mùa đông, Vệ binh dải Ngân Hà, Vệ binh dải Ngân Hà 2       |
| 2015      | Avengers: Đế chế Ultron, Người Kiến                                                    |
| 2016      | Captain America: Nội chiến siêu anh hùng                                               |
| 2016–2017 | Doctor Strange: Phù thủy tối thượng                                                    |
| 2017      | Black Panther: Chiến binh báo đen, Thor: Tận thế Ragnarok, Avengers: Cuộc chiến vô cực |

Dòng thời gian này bỏ qua hai lỗi liên tục "tám năm", nhưng cũng mâu thuẫn với các sự kiện của Black Panther: Chiến binh Báo Đen và Avengers: Cuộc chiến vô cực bằng cách đặt chúng vào năm 2017. Bất chấp những sai lầm rõ ràng sau này, Thomas Bacon của Screen Rant đã mô tả dòng thời gian là "Marvel gần nhất có chưa đưa ra tuyên bố chính thức chỉ khi các sự kiện MCU khác nhau được thiết lập ", mang lại "một số cảm giác cân bằng cho tính liên tục của MCU".
Vào tháng 10 năm 2020, phần Marvel của Disney+ đã được tái cấu trúc để bao gồm các nhóm phim theo giai đoạn, cũng như một nhóm đặt các bộ phim theo thứ tự dòng thời gian. Thứ tự này là Captain America: Kẻ báo thù đầu tiên, Đại úy Marvel, Người Sắt, Người Sắt 2, Thor, Biệt đội siêu anh hùng, Thor: Thế giới Bóng tối, Người Sắt 3, Captain America: Chiến binh mùa đông, Vệ binh dải Ngân Hà, Vệ binh dải Ngân Hà 2, Avengers: Đế chế Ultron, Người Kiến, Captain America: Nội chiến siêu anh hùng, Black Panther: Chiến binh Báo Đen, Doctor Strange: Phù thủy tối thượng, Thor: Tận thế Ragnarok, Người Kiến và Chiến binh Ong, Avengers: Cuộc chiến vô cực và Avengers: Hồi kết. Bacon cảm thấy vị trí của Thor: Thế giới Bóng tối và Black Panther: Chiến binh Báo Đen đã sửa chữa "các vấn đề trước đó" với vị trí của họ trong dòng thời gian 10 năm đầu tháng 11 năm 2018 và rất vui khi Disney và Marvel "nhận ra có thể xem những bộ phim này trong bất kỳ điều gì khác hơn lệnh phát hành. Người khổng lồ xanh phi thường, Người Nhện: Trở về nhà và Người Nhện xa nhà đã bị loại trừ vì Disney không có quyền phân phối của chúng, nhưng Bacon cảm thấy Người khổng lồ xanh phi thường có thể được xem sau Người Sắt 2 vì nó xảy ra đồng thời với bộ phim đó; Người Nhện: Trở về nhà có thể đến sau Black Panther: Chiến binh Báo Đen và Người Nhện xa nhà có thể được xem cuối cùng. Julia Alexander tại The Verge đồng ý với Bacon rằng "có vẻ như Disney cuối cùng cũng hiểu một tâm lý số khán giả muốn xem phim Marvel theo trình tự thời gian như thế nào".
Tháng 8 năm 2022, Marvel Studios đã thuê một cá nhân để theo dõi vị trí của các dự án của xưởng trong dòng thời gian MCU.
Kể từ She-Hulk: Attorney at Law, thứ tự dòng thời gian của Disney+ là Captain America: Kẻ báo thù đầu tiên, Agent Carter, Đại úy Marvel, Người Sắt, Người Sắt 2, Người khổng lồ xanh phi thường, A Funny Thing Happened on the Way to Thor's Hammer, Thor, The Consultant, Biệt đội siêu anh hùng, Item 47, Thor: Thế giới bóng tối, Người Sắt 3, All Hail the King, Captain America: Chiến binh mùa đông, Vệ binh dải Ngân Hà, I Am Groot tập 1, Vệ binh dải Ngân Hà 2, I Am Groot tập 2–5, Avengers: Đế chế Ultron, Người Kiến, Captain America: Nội chiến siêu anh hùng, Góa phụ đen, Black Panther: Chiến binh báo đen, Người Nhện: Trở về nhà, Doctor Strange: Phù thủy tối thượng, Thor: Tận thế Ragnarok, Người Kiến và Chiến binh Ong, Avengers: Cuộc chiến vô cực, Avengers: Hồi kết, Loki mùa 1, What If...? mùa 1, WandaVision, The Falcon and the Winter Soldier, Người Nhện xa nhà, Shang-Chi và huyền thoại Thập Luân, Chủng tộc bất tử, Phù thủy tối thượng trong Đa Vũ trụ hỗn loạn, Hawkeye, Moon Knight, She-Hulk: Attorney at Law và Ms. Marvel.

## Đa Vũ trụ
Trong Sổ tay chính thức của Vũ trụ Marvel từ A đến Z, Vol. 5, được xuất bản vào năm 2008, được chỉ định Vũ trụ Điện ảnh Marvel là Earth-199999 trong sự liên tục của đa vũ trụ truyện tranh của Marvel, một tập hợp các vũ trụ thay thế hư cấu. Các bộ phim truyền hình Loki và What If...? là những phim đầu tiên khám phá khái niệm đa vũ trụ trong MCU, cũng như bộ phim Người Nhện: Không còn nhà, đã kết nối MCU với các loạt phim Người Nhện khác với sự xuất hiện của các nhân vật từ Bộ ba Người Nhện của Sam Raimi, Các bộ phim Người Nhện siêu đẳng của Marc Webb và Vũ trụ Người Nhện của Sony (SSU). Bộ phim SSU Venom: Đối mặt tử thù cũng giới thiệu ngắn gọn về vũ trụ chính của MCU. rong phim Phù thủy tối thượng trong Đa Vũ trụ hỗn loạn, vũ trụ chính của các sự kiện MCU được chỉ định là Earth-616 (tên gọi lần đầu tiên được nhắc đến trong Người Nhện xa nhà), dùng chung tên của vũ trụ chính của Marvel Comics, trong khi một vũ trụ khác được đặt tên là Earth-838. Giai đoạn 4, 5 và 6 sẽ nằm trong "Kỷ nguyên Đa Vũ trụ".

## Dàn diễn viên và nhân vật
Danh mục bao gồm các nhân vật sẽ xuất hiện hoặc đã xuất hiện trong ít nhất ba bộ phim hoặc phần phim lẻ của vũ trụ điện ảnh Marvel và nhận được cát-xê chính trong ít nhất hai bộ phim.
- Ô màu xám biểu thị nhân vật không có trong phim hoặc sự góp mặt của nhân vật chưa được xác nhận
- Chữ AP là sự xuất hiện của nhân vật trên phim
- Chữ AV là nhân vật chỉ được đóng góp trong phim qua giọng nói

| Nhân vật                                         | Phim điện ảnh                              | Phim truyền hình  | Phim ngắn       | Phim kỹ thuật số | Phim hoạt hình       |  |
| ------------------------------------------------ | ------------------------------------------ | ----------------- | --------------- | ---------------- | -------------------- |  |
| Ayo                                              | Florence Kasumba                           | Florence Kasumba  |                 |                  |                      |  |
| Bruce Banner Hulk / Smart Hulk                   | Edward Norton Lou FerrignoVMark Ruffalo    | Mark Ruffalo      | Mark Ruffalo    |                  | Mark Ruffalo         |  |
| James "Bucky" Barnes Winter Soldier / White Wolf | Sebastian Stan                             | Sebastian Stan    |                 |                  | Sebastian Stan       |  |
| Clint Barton Hawkeye                             | Jeremy Renner                              | Jeremy Renner     |                 |                  | Jeremy Renner        |  |
| Luke Cage                                        |                                            | Mike Colter       |                 |                  |                      |  |
| Peggy Carter                                     | Hayley Atwell                              | Hayley Atwell     | Hayley Atwell   |                  | Hayley Atwell        |  |
| Sharon Carter Agent 13 / Power Broker            | Emily VanCamp                              | Emily VanCamp     |                 |                  | Emily VanCamp        |  |
| Phil Coulson                                     | Clark Gregg                                | Clark Gregg       | Clark Gregg     | Clark Gregg      | Clark Gregg          |  |
| Carol Danvers Captain Marvel                     | Brie Larson                                | Brie Larson       |                 |                  | Alexandra Daniels    |  |
| Drax the Destroyer                               | Dave Bautista                              | Dave Bautista     |                 |                  | Fred Tatasciore      |  |
| Wilson Fisk Kingpin                              |                                            | Vincent D'Onofrio |                 |                  |                      |  |
| Nick Fury                                        | Samuel L. Jackson                          | Samuel L. Jackson |                 |                  | Samuel L. Jackson    |  |
| Gamora                                           | Zoe Saldaña                                | Zoe Saldaña       |                 |                  | Cynthia McWilliams   |  |
| Groot                                            | Vin DieselV                                | Vin DieselV       | Vin DieselV     |                  |                      |  |
| Heimdall                                         | Idris Elba                                 |                   |                 |                  |                      |  |
| Maria Hill                                       | Cobie Smulders                             | Cobie Smulders    |                 |                  | Cobie Smulders       |  |
| Harold "Happy" Hogan                             | Jon Favreau                                |                   |                 |                  | Jon Favreau          |  |
| Mercedes "Misty" Knight                          |                                            | Simone Missick    |                 |                  |                      |  |
| Korath                                           | Djimon Hounsou                             |                   |                 |                  | Djimon Hounsou       |  |
| Scott Lang Ant-Man                               | Paul Rudd                                  |                   |                 | Paul Rudd        | Paul Rudd            |  |
| Darcy Lewis                                      | Kat Dennings                               | Kat Dennings      |                 |                  | Kat Dennings         |  |
| Loki                                             | Tom Hiddleston                             | Tom Hiddleston    |                 |                  | Tom Hiddleston       |  |
| Mantis                                           | Pom Klementieff                            | Pom Klementieff   |                 |                  |                      |  |
| Wanda Maximoff Scarlet Witch                     | Elizabeth Olsen                            | Elizabeth Olsen   |                 |                  |                      |  |
| Matt Murdock Daredevil                           | Charlie Cox                                | Charlie Cox       |                 |                  | Charlie Cox          |  |
| Nebula                                           | Karen Gillan                               | Karen Gillan      |                 |                  | Karen Gillan         |  |
| Franklin "Foggy" Nelson                          |                                            | Elden Henson      |                 |                  |                      |  |
| Okoye                                            | Danai Gurira                               | Danai Gurira      |                 |                  | Danai Gurira         |  |
| Karen Page                                       |                                            | Deborah Ann Woll  |                 |                  |                      |  |
| Peter Parker Spider-Man                          | Tom Holland                                |                   |                 | Tom Holland      | Hudson Thames        |  |
| Virginia "Pepper" Potts                          | Gwyneth Paltrow                            |                   |                 |                  | Beth Hoyt            |  |
| Peter Quill Star-Lord                            | Chris Pratt                                | Chris Pratt       |                 |                  | Brian T. Delaney     |  |
| Monica Rambeau                                   | Akira AkbarTeyonah Parris                  | Teyonah Parris    |                 |                  |                      |  |
| Danny Rand Iron Fist                             |                                            | Finn Jones        |                 |                  |                      |  |
| James "Rhodey" Rhodes War Machine / Iron Patriot | Terrence HowardDon Cheadle                 | Don Cheadle       |                 |                  | Don Cheadle          |  |
| Rocket                                           | Bradley CooperV                            | Bradley CooperV   | Bradley CooperV |                  |                      |  |
| Steve Rogers Captain America                     | Chris Evans                                |                   |                 |                  | Josh Keaton          |  |
| Natasha Romanoff Black Widow                     | Scarlett Johansson                         |                   |                 |                  | Lake Bell            |  |
| Thaddeus Ross                                    | William Hurt                               |                   |                 |                  | Mike McGill          |  |
| Erik Selvig                                      | Stellan Skarsgård                          |                   |                 |                  |                      |  |
| Sif                                              | Jaimie Alexander                           | Jaimie Alexander  |                 |                  | Jaimie Alexander     |  |
| Trevor Slattery                                  | Ben Kingsley                               | Ben Kingsley      | Ben Kingsley    |                  |                      |  |
| Howard Stark                                     | Gerard SandersPJohn SlatteryDominic Cooper | Dominic Cooper    | Dominic Cooper  |                  | Dominic Cooper       |  |
| Tony Stark Iron Man                              | Robert Downey Jr.                          |                   |                 |                  | Mick Wingert         |  |
| Dr. Stephen Strange                              | Benedict Cumberbatch                       |                   |                 |                  | Benedict Cumberbatch |  |
| Talos                                            | Ben Mendelsohn                             | Ben Mendelsohn    |                 |                  |                      |  |
| T'Challa Black Panther                           | Chadwick Boseman                           |                   |                 |                  | Chadwick Boseman     |  |
| Claire Temple                                    |                                            | Rosario Dawson    |                 |                  |                      |  |
| Thor                                             | Chris Hemsworth                            |                   | Chris Hemsworth |                  | Chris Hemsworth      |  |
| Vision J.A.R.V.I.S.                              | Paul Bettany                               | Paul Bettany      |                 |                  | Paul Bettany         |  |
| Sam Wilson Falcon / Captain America              | Anthony Mackie                             | Anthony Mackie    |                 |                  |                      |  |
| Colleen Wing                                     |                                            | Jessica Henwick   |                 |                  |                      |  |
| Wong                                             | Benedict Wong                              | Benedict Wong     |                 |                  | Benedict Wong        |  |

Ngoài ra, Paul Bettany là diễn viên đầu tiên đóng vai hai nhân vật chính trong vũ trụ, lồng tiếng cho trí tuệ nhân tạo của Tony Stark là J.A.R.V.I.S. trong các phim Người Sắt và Biệt đội siêu anh hùng, và đóng vai Vision trong các phim Biệt đội siêu anh hùng và Captain America: Nội chiến siêu anh hùng và WandaVision. J. K. Simmons trở lại vai diễn đầu tiên đảm nhận trong vai trò không thuộc MCU trong MCU khi anh xuất hiện với vai J. Jonah Jameson (một vai đóng trong Spider-Man của Sam Raimi từ 2002 đến 2007) trong Người Nhện xa nhà.
Trước khi qua đời vào năm 2018, Stan Lee, người sáng tạo và đồng sáng tạo của nhiều nhân vật trong MCU, đã xuất hiện trong tất cả các phim truyện và phim truyền hình ngoại trừ Inhumans. Trong Iron Fist, ông được tiết lộ là khách mời chụp ảnh tại phim trường của anh ấy trong loạt phim Marvel Netflix là Đội trưởng Irving Forbush của NYPD. Trong Vệ binh dải Ngân Hà 2, Lee xuất hiện như một người cung cấp thông tin cho người xem, thảo luận về những cuộc phiêu lưu trước đó bao gồm vai khách mời của Lee trong các bộ phim MCU khác; ông ấy đặc biệt đề cập đến thời gian làm nhân viên giao hàng của FedEx, được biết đến với vai khách mời của Lee trong Captain America: Nội chiến siêu anh hùng. Điều này thừa nhận giả thuyết của người hâm mộ rằng Lee có thể đang miêu tả cùng một nhân vật trong tất cả các vai khách mời của mình, với biên kịch và đạo diễn James Gunn lưu ý rằng "mọi người nghĩ rằng Stan Lee là "Uatu the Watcher" và rằng tất cả những vai khách mời này là một phần của việc ông ấy trở thành Người quan sát. Vì vậy, Stan Lee với tư cách là một người đang làm việc cho người xem là một điều gì đó mà tôi nghĩ là thú vị đối với MCU" Feige nói thêm rằng Lee "rõ ràng tồn tại, bạn biết đấy, ở trên và ngoài thực tế của tất cả các bộ phim. Vì vậy, khái niệm rằng ông ấy có thể ngồi đó trên một trạm dừng vũ trụ trong cảnh nhảy cổng trong Guardians... thực sự nói, vậy chờ một phút, ông ấy chính là nhân vật xuất hiện trong tất cả những bộ phim này?" Sau cái chết của Lee, Marvel Studios đã quyết định không tạo bất kỳ vai khách mời mới nào của Lee trong các dự án tương lai. Pat Kiernan cũng đã xuất hiện trong nhiều bộ phim MCU và loạt phim truyền hình với tư cách là chính ông ấy.

## Đón nhận
Ngay từ đầu, yếu tố vũ trụ chia sẻ của Vũ trụ Điện ảnh Marvel đã bị một số nhà báo chỉ trích. Xung quanh việc phát hành Biệt đội siêu anh hùng vào năm 2012, Jim Vorel của Herald & Review đã gọi Vũ trụ Điện ảnh Marvel là "phức tạp" và "ấn tượng", nhưng nói "Khi ngày càng nhiều anh hùng chuyển thể thành phim của riêng họ, vũ trụ tổng thể ngày càng trở nên khó hiểu." Kofi Outlaw của Screen Rant tuyên bố rằng trong khi Biệt đội siêu anh hùng thành công, "Marvel Studios vẫn còn chỗ để cải thiện cách tiếp cận của họ trong việc xây dựng một vũ trụ điện ảnh chia sẻ". Một số nhà phê bình chỉ trích thực tế rằng mong muốn tạo ra một vũ trụ chia sẻ đã dẫn đến những bộ phim không được như ý muốn. Trong bài đánh giá của mình về Thor: Thế giới bóng tối, nhà phê bình Scott Mendelson của Forbes đã ví MCU như "một loạt phim truyền hình được tôn vinh", với Thế giới bóng tối là một tập phim "độc lập" chứa đựng ít thần thoại tầm xa". Matt Goldberg của Collider cho rằng mặc dù Người Sắt 2, Thor và Captain America: Kẻ báo thù đầu tiên là những tác phẩm chất lượng, nhưng "chúng chưa bao giờ thực sự là phim của riêng mình", cảm thấy rằng cốt truyện đi vòng sang SHIELD hoặc dẫn đến Biệt đội siêu anh hùng kéo các câu chuyện của các bộ phim xuống.
Phép ẩn dụ về MCU là "chương trình truyền hình lớn nhất thế giới" đã được thảo luận một lần nữa, sau khi phát hành Captain America: Nội chiến siêu anh hùng, bởi Emily VanDerWerff của Vox, người cảm thấy bộ phim đó đặc biệt nêu bật thành công của Marvel với mô hình này, nói, "Đã xem hoàn toàn cô lập, cốt truyện của Captain America: Nội chiến siêu anh hùng chẳng có nghĩa lý gì ... [nhưng] khi bạn nghĩ về việc Captain America đã ở đâu trong các bộ phim Marvel trước đó... sự khoan dung của anh ấy về việc phải chịu sự giám sát có ý nghĩa hơn rất nhiều. "VanDerWerff tiếp tục điều đó khi nghĩ về MCU là một bộ phim truyền hình dài tập, nhiều "lời chỉ trích thông thường mà mọi người có xu hướng san bằng bối cảnh mới", chẳng hạn như phàn nàn rằng các bộ phim là công thức, thiếu "tia sáng hình ảnh" hoặc "sự khéo léo trong các yếu tố câu chuyện" mà "cần thiết để thiết lập dựng lên các bộ phim trong tương lai ", tất cả các đặc điểm" khá điển hình trên truyền hình, nơi ảnh hưởng của đạo diễn thấp hơn nhiều so với người dẫn chương trình ", trong trường hợp này là Feige. So sánh các bộ phim với loạt Game of Thrones đặc biệt, VanDerWerff lưu ý rằng mỗi bộ phim solo sẽ kiểm tra "các nhân vật khác nhau và câu chuyện bên lề của cá nhân họ, trước khi tập hợp mọi người lại với nhau trong đêm chung kết (hay đúng hơn là một bộ phim Avengers)", với Vệ binh dải Ngân Hà tương đương với nhân vật Daenerys Targaryen - "cả hai cách nhau một khoảng cách xa với mọi người". Cô lưu ý rằng định dạng này là phần mở rộng của loạt phim "giống như phim truyền hình" thời kỳ đầu, chẳng hạn như Chiến tranh giữa các vì sao, cũng như định dạng truyện tranh mà các bộ phim dựa trên đó. VanDerWerff kết luận: "Tôi nói tất cả những điều này không phải để gợi ý rằng nhượng quyền thương mại phim giống như phim truyền hình nhất thiết phải là một xu hướng tốt", VanDerWerff kết luận. trong ngành công nghiệp điện ảnh ... Nhưng tôi cũng không nghĩ rằng đó là ngày tận thế nếu Marvel tiếp tục ... có một lý do khiến TV đã đánh cắp quá nhiều cuộc trò chuyện về văn hóa trong vài thập kỷ qua. Có điều gì đó thú vị một cách hợp pháp cách mà phương tiện truyền thông kể chuyện khi nó hay, và nếu không có gì khác, thì thành công của Marvel cho thấy thế giới điện ảnh có thể học hỏi từ điều đó."
Sau khi kết thúc phần một của Agents of SHIELD, Mary McNamara tại Los Angeles Times ca ngợi mối liên hệ giữa loạt phim đó và các bộ phim, nói rằng "chưa bao giờ truyền hình kết hợp với điện ảnh theo đúng nghĩa đen, phải lấp đầy câu chuyện phía sau và tạo ra mô liên kết của một loạt phim đang diễn ra ... Agents of SHIELD giờ đây không chỉ là một chương trình rất hay theo đúng nghĩa của nó, nó là một phần của thành phố đa dạng của Marvel. Nó phải đối mặt với một tương lai của sự tái phát minh vĩnh viễn, và điều đó đưa nó vào chiếc xe đầu tiên đầy phấn khích của chuyến đi tàu lượn siêu tốc trên truyền hình hướng tới khả năng thống trị thế giới." Terri Schwartz của Zap2it đồng ý với quan điểm này, nói rằng "thực tế là Captain America: Chiến binh mùa đông ảnh hưởng đến chương trình là thay đổi cuộc chơi về cách các phương tiện truyền hình và điện ảnh có thể được đan xen", mặc dù có vẻ như lỗi là Agents of SHIELD đã phải chờ đợi thời gian cho đến Chiến binh mùa đông phát hành dẫn đến nhiều chỉ trích.
Vào tháng 1 năm 2015, Michael Doran của Newsarama và Graeme McMillian của The Hollywood Reporter đã có một cuộc tranh luận "ngược điểm" để đáp lại đoạn giới thiệu Người Kiến đầu tiên. Doran tuyên bố, "Marvel đã nâng tiêu chuẩn quá cao đến mức trái ngược với việc chỉ cho phép một bộ phim khác kết thúc dưới thanh [MCU], tất cả chúng tôi đều thái quá và thậm chí có thể mong muốn phản ứng quá mức với điều đầu tiên không giải quyết được nó" . McMillian trả lời, "tại thời điểm này, thương hiệu của Marvel đến mức tôi không chắc nó có thể cung cấp một cái gì đó giống như [đoạn giới thiệu] mà không có vẻ như là một sự thất vọng nặng nề ... một phần của thương hiệu Marvel là nó khôngđưa ra thể loại phim siêu anh hùng kinh dị mà bạn đang nói đến, rằng nó ... ít nhất là đủ khác biệt để điều chỉnh và chơi với thể loại này bằng cách nào đó ... Thực tế là có rất nhiều khó chịu về đoạn giới thiệu này là ... ừm, được rồi ... gợi ý cho tôi rằng khán giả đang mong đợi một điều gì đó khiến họ thất vọng. "Doran kết luận," Đó dường như là điểm mấu chốt ở đây - những kỳ vọng mà người hâm mộ dành cho mọi thứ của Marvel Studios ... và Marvel cuối cùng sẽ phải chùn bước."
Sau khi xem vai Yellowjacket trong Người Kiến, nhân vật phản diện của bộ phim, McMillian lưu ý, 
Hầu như không có gì bí mật khi Marvel Studios có một chút vấn đề khi đưa ra những nhân vật thú vị để các anh hùng của họ chiến đấu chống lại ... những kẻ phản diện [của họ] thường rơi vào một trong hai phe. Có Quái vật không thể ngăn cản ... hoặc có Gã da trắng chuyên nghiệp mặc bộ đồ có bản ngã ... Bất kể nhóm phản diện nào ở trên rơi vào nhóm nào, chúng đều có chung một mục đích: xấu xa. Động cơ gây ra cái ác có thể khác nhau - mặc dù, luôn luôn nằm dưới cái ô của 'niềm tin sai lầm vào một điều tốt đẹp hơn không tồn tại' - nhưng điều đó thực sự không quan trọng, bởi vì nếu không thất bại, sẽ có rất ít thời gian bộ phim để thực sự khám phá đúng những động cơ đó, có nghĩa là đối với mọi ý định và mục đích, nhân vật phản diện đều trở nên xấu xa vì lý do cần thiết của cốt truyện và một số điều khác ... Điều kỳ lạ ở đây là truyện tranh của Marvel cung cấp một số thứ tuyệt vời, đầy màu sắc những kẻ xấu có thể bước ra ngoài các thông số trên và đưa ra một giải pháp thay thế cho những nhân vật phản diện theo công thức mà khán giả đã quen (và có thể cho là chán) ... Trong các bộ phim trong tương lai, chúng ta chỉ có thể hy vọng [họ] được đối xử theo cách mà họ cờ quái dị được phép bay tự do.

Sau sự ra mắt của Jessica Jones, David Priest tại CNET đã viết về cách bộ truyện giải cứu "Marvel khỏi chính nó... Jessica Jones có những bước tiến lớn về mặt chủ đề, kỹ xảo và sự đa dạng. Đầu tiên đó là một câu chuyện hay và thứ hai là một siêu anh hùng . Và đây là lần đầu tiên MCU có vẻ quan trọng. Văn hóa của chúng ta cần những câu chuyện như thế này. Hy vọng Marvel sẽ giữ chân họ."  Đối với Paul Tassi và Erik Kain của Forbes, việc xem loạt phim khiến họ đặt câu hỏi về MCU, với Kain cảm thấy rằng "thế giới đen tối, phức tạp, bạo lực, phức tạp về mặt đạo đức của Jessica Jones không có chỗ trong MCU... ngay bây giờ, MCU đang giữ lại các chương trình như Jessica Jones và Daredevil, trong khi những chương trình đó hoàn toàn không đóng góp gì cho MCU." Tassi đã đi xa đến mức tự hỏi" điểm của Vũ trụ Điện ảnh Marvel "là gì, than thở về việc thiếu các giao diện chính trong loạt phim kể từ khi Winter Soldier tiết lộ trên Agents of SHIELD, và nói rằng Jessica Jones "đã rời xa thế giới của The Avengers cho đến nay , nó cũng có thể không ở trong cùng một vũ trụ... Tôi thực sự không hiểu điểm của [the MCU] nếu họ sẽ giữ mọi thứ bên trong nó được tách biệt trong những chiếc hộp nhỏ này ". Ngược lại, Eric Francisco của Inverse đã gọi cho Jessica Jones thiếu kết nối công khai với MCU "lợi thế chính của chương trình. Bên cạnh việc chứng minh phạm vi thực sự của MCU mở rộng về mặt vật lý như thế nào, Jessica Jones cũng chứng minh độ bền chuyên đề của MCU.
Vào tháng 4 năm 2016, Marvel Studios tiết lộ rằng Alfre Woodard sẽ xuất hiện trong Captain America: Civil War , đã được chọn vào vai Mariah Dillard trong Luke Cage năm trước.  Điều này "làm dấy lên hy vọng rằng Marvel có thể hợp nhất phim của mình và các vũ trụ Netflix",  với "một trong những mối liên hệ đầu tiên và mạnh nhất" giữa cả hai.  Các nhà biên kịch Christopher Markus và Stephen McFeely của Civil War tiết lộ rằng Woodard thay vào đó sẽ đóng vai Miriam Sharpe trong phim, giải thích rằng cô đã được chọn đóng vai theo gợi ý của Robert Downey Jr., và họ không hề biết về vai diễn của cô trong Luke Lồng cho đến sau này.  Đây không phải là trường hợp đầu tiên về việc các diễn viên được chọn vào nhiều vai trò trong MCU, nhưng việc tuyển chọn này được gọi là "quan trọng" hơn, và được nhiều người coi là dấu hiệu "đáng thất vọng" về "sự phân chia ngày càng tăng" và "thiếu hợp tác hài lòng hơn "giữa Marvel Studios và Marvel Television sau cuộc cải tổ công ty vào tháng 9 năm 2015 của Marvel Entertainment.

Nói về bối cảnh những năm 1990 của Captain Marvel, "tác phẩm toàn thời kỳ đầu tiên của MCU kể từ Captain America: The First Avenger của Giai đoạn 1 vào năm 2011", Richard Newby của The Hollywood Reporter cảm thấy sự trở lại của các phiên bản trẻ hơn của một số nhân vật được giới thiệu và giết chết trong các bộ phim trước đó "mở [ed] MCU theo một cách hoàn toàn mới và mở rộng [ed] câu thần chú của nhượng quyền thương mại về 'tất cả đều được kết nối ' ". Nói chuyện cụ thể với Clark Gregg, sự xuất hiện của Đặc vụ Phil Coulson trong phim, Newby lưu ý rằng sự xuất hiện "không chính xác hàn gắn hàng rào giữa các bộ phận điện ảnh và truyền hình của Marvel, nhưng nó củng cố mô liên kết và cảm giác rằng những nhân vật này vẫn quan trọng trong kế hoạch lớn trong số các kế hoạch làm phim của Marvel". Anh ấy cũng hy vọng rằng tính liên tục của Agents of SHIELD sẽ được duy trì trong Captain Marvel, đặc biệt là vì Coulson đã đối phó với người Kree trong bộ truyện. Newby cũng nói thêm rằng việc chuyển sang các khoảng thời gian khác nhau sẽ giúp Marvel Studios "duy trì vũ trụ điện ảnh này trong 10 năm tới" bằng cách cho phép họ lặp lại một số thể loại đã sử dụng trước đó, vì sau đó họ có thể cảm thấy "mới mẻ" và có "các quy tắc khác nhau và các hạn chế khác nhau, "cũng như cho phép chúng xây dựng dựa trên các tài liệu được thiết lập trong loạt phim truyền hình như Đặc vụ Carter. Anh ấy kết luận, 
Marvel Studios có cả một hộp cát để chơi, nhưng, vì những lý do cần thiết, phần lớn đã chọn ở lại một góc nhỏ để thu hút khán giả đến với những khái niệm này. Bây giờ cơ sở đã được đặt ra, cơ hội khám phá cả điện ảnh và truyền hình đang ở phía trước, với Captain Marvel dẫn đầu. Bất cứ nơi nào Marvel Studios có kế hoạch đưa MCU trong tương lai, thật sảng khoái khi biết rằng quá khứ của nó rất rộng lớn và chứa đầy những khả năng vô hạn.

Tương tự như vậy, trong bài đánh giá về Avengers: Hồi kết, Joe Morgenstern của The Wall Street Journal đã thừa nhận thành tích độc đáo mà Vũ trụ Điện ảnh Marvel đã đạt được:
Đây là những thời điểm khó khăn cho giải trí trên màn hình lớn. Khi phương tiện truyền thông suy giảm và TV ngày càng phát triển, những chiếc kính chân thực - trái ngược với sự tô điểm xa hoa của những ý tưởng nhỏ nhặt - có nguy cơ trở thành dĩ vãng. Vì vậy, tất cả lý do hơn nữa để trân trọng những gì Marvel đã đạt được, mặc dù những vấp ngã đáng kinh ngạc đã xảy ra trên đường đi. Hãng phim đã giữ vững niềm tin bằng cách thông minh hóa hầu hết các bộ phim của mình, không làm chúng chết đi, bằng cách ngân hàng và thu lợi nhuận từ sự thèm muốn ngạc nhiên của khán giả, khả năng phức tạp của hãng. Khi trận chiến cuối cùng diễn ra vào cuối Avengers: Hồi kết, chắc chắn sẽ rất khó sử dụng — mọi nhân vật Marvel mà bạn có thể nghĩ đến từ thập kỷ trước đều xuất hiện để thực hiện thêm một cuộc tấn công chống lại cái ác vũ trụ — nhưng đều ly kỳ như nhau, và theo sau là một coda tinh tế. Rất nhiều câu chuyện. Rất nhiều cuộc phiêu lưu. Rất nhiều thứ để sắp xếp trước khi chu kỳ tiếp theo bắt đầu.

Nhiều nhà làm phim nổi tiếng đã bày tỏ quan điểm khác nhau cả về thành công và chất lượng của MCU. Vào tháng 10 năm 2019, nhà làm phim Martin Scorsese đã công khai chỉ trích các bộ phim của Marvel trong một cuộc phỏng vấn và trong một bài giảng của David Lean ở London, sau đó được mở rộng trong một bài báo trên tờ The New York Times, khẳng định rằng những bộ phim này không phải là điện ảnh, mà thay vào đó là tương đương với các trò chơi trong công viên giải trí thiếu "bí ẩn, tiết lộ hoặc nguy hiểm cảm xúc thực sự". Ông cũng tuyên bố rằng những bộ phim như vậy là sản phẩm của tập đoàn đã được "nghiên cứu thị trường, thử nghiệm với khán giả, kiểm tra, sửa đổi, tôn tạo và tu sửa cho đến khi chúng sẵn sàng để tiêu thụ", và rằng sự xâm lấn của những bộ phim "công viên giải trí" như vậy trong các rạp chiếu lấn át phim của các đạo diễn khác. Nhận xét của Scorsese đã bị các đạo diễn phim MCU như Joss Whedon và James Gunn bác bỏ,  trong khi họ được bảo vệ bởi Francis Ford Coppola, người đã mô tả ảnh hưởng tiềm tàng của các bộ phim Marvel trong ngành điện ảnh là "đáng khinh bỉ".  Vào tháng 9 năm 2021, đạo diễn Denis Villeneuve lưu ý rằng các bộ phim của Marvel "chẳng qua là 'cắt và dán' của những phim khác" có "Vào tháng 2 năm 2022, đạo diễn Roland Emmerich cảm thấy những bộ phim bom tấn lớn như MCU và phim Chiến tranh giữa các vì sao đang "hủy hoại ngành công nghiệp của chúng tôi một chút", vì "không ai còn làm bất cứ điều gì nguyên bản nữa". Ngược lại, George Miller tuyên bố, "Đối với tôi, tất cả đều là điện ảnh. Tôi không nghĩ rằng bạn có thể định vị nó và nói, ồ đây là điện ảnh hay đó là điện ảnh. Nó áp dụng cho tất cả nghệ thuật, văn học, biểu diễn nghệ thuật, hội họa và âm nhạc, ở tất cả các dạng của nó. Đó là một phạm vi rộng, một phạm vi rộng và để nói rằng bất kỳ ai quan trọng hơn hoặc quan trọng hơn người khác, đều thiếu điểm. Đó là một bức tranh ghép lớn và mỗi tác phẩm đều phù hợp vào nó."
Nghiên cứu về khán giả của Marvel bởi Morning Consult, cho thấy chỉ có 9% cơ sở người hâm mộ Marvel là Gen Z, 64% người hâm mộ là người da trắng trưởng thành và 42% người hâm mộ sống ở các khu vực ngoại ô.

## Ảnh hưởng đại chúng

### Các xưởng phim khác
Sau khi phát hành The Avengers vào tháng 5 năm 2012, Tom Russo của Boston.com lưu ý rằng ngoài những "mới lạ" không thường xuyên như Alien vs. Predator (2004), ý tưởng về một vũ trụ chung hầu như chưa từng được nhắc đến ở Hollywood. Kể từ thời điểm đó, mô hình vũ trụ chia sẻ do Marvel Studios tạo ra đã bắt đầu được nhân rộng bởi các hãng phim khác nắm giữ quyền đối với các nhân vật truyện tranh khác. Vào tháng 4 năm 2014, Tuna Amobi, một nhà phân tích truyền thông của Standard & Poor's Dịch vụ Nghiên cứu Cổ phần, cho biết trong ba đến năm năm trước, các hãng phim Hollywood bắt đầu lên kế hoạch "siêu nhượng quyền thương mại" trong nhiều năm tới, thay vì làm một bộ phim bom tấn tại một thời điểm. Amobi nói thêm, "Rất nhiều nhân vật siêu anh hùng này đã bị bỏ lại ở đó để thu thập bụi. Disney đã chứng minh rằng [cách tiếp cận và thể loại] này có thể là một mỏ vàng." Với việc nhiều hãng phim hiện đang "chơi trò chơi lớn", Doug Creutz, nhà phân tích truyền thông của Cowen and Company, cảm thấy sức hấp dẫn cuối cùng sẽ chết đối với khán giả: "Nếu Marvel sẽ làm hai hoặc ba phim mỗi năm, và Warner Brothers thì sẽ làm ít nhất một bộ phim mỗi năm, và Sony sẽ làm một bộ phim mỗi năm, và Fox sẽ làm một bộ phim mỗi năm, liệu mọi người có thể làm tốt kịch bản đó không?"
Vào tháng 3 năm 2018, Patrick Shanley của The Hollywood Reporter nhận định rằng "sự khác biệt chính giữa nhượng quyền thương mại thông thường, chẳng hạn như phim The Fast and the Furious hoặc Pitch Perfect, và một vũ trụ chung là số lượng kế hoạch và sự đan xen đi vào từng bộ phim riêng lẻ. Thật quá dễ dàng để tạo ra một bộ phim chỉ tồn tại với mục đích thiết lập các phần trong tương lai và mở rộng một thế giới, chứ không phải là một bộ phim tự đứng trên giá trị của mình trong khi khéo léo gợi ý hoặc nháy mắt về vị trí của nó trong các thần thoại lớn hơn. Trong đó , MCU đã phát triển mạnh mẽ. "Anh ấy cảm thấy rằng Người Sắt" bản thân nó nhằm mục đích trở thành một trải nghiệm độc lập thú vị, không phải là một quảng cáo tổng thể cho 17 bộ phim tiếp theo. Tâm lý đó đã tồn tại qua hầu hết các bộ phim MCU trong thập kỷ qua, điều này càng ấn tượng hơn so với danh sách các anh hùng của nó bây giờ vượt quá mốc hai chục."

#### DC Entertainment và Warner Bros.
Tháng 10 năm 2012, sau chiến thắng hợp pháp trước bản quyền của Joe Shuster để giành quyền cho Superman, Warner Bros Pictures thông báo rằng họ có kế hoạch tiếp tục với bộ phim Justice League được chờ đợi từ lâu, hợp nhất các siêu anh hùng DC Comics gồm Batman, Superman và Wonder Woman. Công ty dự kiến sẽ thực hiện cách tiếp cận ngược lại với Marvel, phát hành các bộ phim riêng lẻ cho các nhân vật sau khi họ xuất hiện trong một bộ phim hợp tác. Việc phát hành Người đàn ông thép (2013) được dự định là khởi đầu của một vũ trụ chia sẻ mới cho DC, đặt nền móng cho các bộ phim dựa trên DC Comics trong tương lai.  Năm 2014, Warner Bros thông báo danh sách các bộ phim, tương tự như Disney và Marvel đã tuyên bố cho các bộ phim của mình. Cùng năm, Geoff Johns tuyên bố rằng loạt phim truyền hình Arrow và The Flash được đặt trong một vũ trụ riêng biệt với phần phim mới, sau đó giải thích rằng "Chúng tôi xem nó như một đa vũ trụ. Chúng ta có vũ trụ truyền hình và vũ trụ điện ảnh, nhưng tất cả chúng đều cùng tồn tại. Đối với chúng tôi, một cách sáng tạo, đó là cho phép mọi người tạo ra sản phẩm tốt nhất có thể, kể câu chuyện hay nhất, làm nên thế giới tốt nhất. Mọi người đều có một tầm nhìn và bạn thực sự muốn để tầm nhìn tỏa sáng... Đó là một cách tiếp cận khác so với Marvel.

#### 20th Century Fox
Tháng 11 năm 2012, 20th Century Fox đã công bố kế hoạch tạo ra vũ trụ chung của riêng họ, bao gồm các tài sản của Marvel mà họ nắm giữ quyền bao gồm Bộ tứ siêu đẳng và X-Men (Dị nhân), với việc thuê Mark Millar làm giám sát sản xuất. Millar nói rằng "Fox đang nghĩ, 'Chúng ta đang ngồi trên một số thứ thực sự tuyệt vời ở đây. Có một mặt khác của Vũ trụ Marvel. Hãy cố gắng và có được sự gắn kết nào đó." Vì vậy, họ đã đưa tôi đến để giám sát điều đó thực sự. Để gặp gỡ các nhà biên kịch và đạo diễn để đề xuất những cách mới mà chúng tôi có thể sử dụng công cụ này và các tính chất mới có thể tạo ra từ nó. "X-Men: Ngày cũ của tương lai (2014) là bước đầu tiên của Fox hướng tới việc mở rộng các đặc tính Marvel ổn định của họ và tạo ra vũ trụ này, trước khi phát hành bộ phim khởi động lại Fantastic Four vào năm sau. Vào tháng 5 năm 2014, nhà biên kịch của Ngày cũ của tương lai và Bộ tứ siêu đẳng, Simon Kinberg tuyên bố rằng phần phim sau này sẽ không diễn ra trong cùng một vũ trụ với các phim X-Men , giải thích rằng "Không có phim X-Men nào thừa nhận khái niệm về một loại đội siêu anh hùng — Fantastic Four. Và Fantastic Four có được sức mạnh, vì vậy, để họ sống trong một thế giới mà các dị nhân thịnh hành là một điều khá phức tạp, bởi vì bạn giống như, 'Ồ, bạn chỉ là một dị nhân. ' Giống như, 'Bạn có gì tuyệt vời vậy?' ... chúng sống trong những vũ trụ riêng biệt." Vào tháng 7 năm 2015, đạo diễn Bryan Singer của X-Men nói rằng vẫn có khả năng xảy ra sự giao thoa giữa hai loạt phim X-Men và Fantastic Four, nếu phản ứng với Fantastic Four và X-Men: Cuộc chiến chống Apocalypse đảm bảo điều đó.
Tháng 3 năm 2019, bản quyền phim của Deadpool, các nhân vật X-Men và các nhân vật trong Fantastic Four đã trở lại Marvel Studios sau khi Công ty Walt Disney mua lại 21th Century Fox.

#### Sony Pictures
Vào tháng 11 năm 2013, đồng chủ tịch Sony Amy Pascal thông báo rằng hãng phim có ý định mở rộng vũ trụ của họ được tạo ra trong loạt phim Người Nhện siêu đẳng của Marc Webb, với những cuộc phiêu lưu phụ của các nhân vật phụ, nhằm nỗ lực tái tạo mô hình vũ trụ chung của Marvel và Disney. Ngay trong tháng sau, Sony công bố các phim Venom và Sinister Six, cả hai đều lấy bối cảnh trong vũ trụ Người nhện siêu đẳng. Với thông báo này, IGN tuyên bố rằng các phần truyện là "ví dụ điển hình về những gì chúng ta có thể làm gọi là "hiệu ứng Avengers" ở Hollywood, khi các hãng phim làm việc để xây dựng các vũ trụ điện ảnh lồng vào nhau". Sony đã chọn không tái tạo mô hình của Marvel Studios mà giới thiệu từng nhân vật trước khi đưa họ lại với nhau trong một bộ phim hợp tác, thay vào đó biến Người nhện đối đầu trở thành trung tâm của các bộ phim trong tương lai. Tuy nhiên, vào tháng 2 năm 2015, Sony Pictures và Marvel Studios thông báo rằng loạt phim Người Nhện sẽ được làm lại, với một bộ phim mới do Feige và Pascal đồng sản xuất sẽ được phát hành vào tháng 7 năm 2017 và nhân vật này sẽ được tích hợp vào MCU. Sony Pictures sẽ tiếp tục làm nhà tài trợ, phân phối, sở hữu và có quyền kiểm soát sáng tạo cuối cùng đối với các bộ phim về Người Nhện. Với thông báo này, các phần tiếp theo của Người Nhện siêu đẳng 2 đã bị hủy bỏ, và đến tháng 11 năm 2015, các phim Venom và Sinister Six, cũng như các phim phụ dựa trên các nhân vật trong vũ trụ Người Nhện, đã không còn tiếp tục phát triển nữa. Đến tháng 3 năm 2016, bộ phim Venom đã được làm lại để bắt đầu nhượng quyền thương mại riêng không liên quan đến Người Nhện của MCU. Một năm sau, Sony chính thức thông báo bộ phim Venom sẽ được phát triển, phát hành vào ngày 5 tháng 10 năm 2018, cùng với một bộ phim xoay quanh các nhân vật Silver Sable và Black Cat được gọi là Silver & Black. Cả hai dự án đều không nhằm mục đích trở thành một phần của MCU cũng như phần phụ của Người Nhện: Trở về nhà, mà là một phần của vũ trụ chia sẻ riêng được gọi là Vũ trụ Người Nhện của Sony (SSU). Tuy nhiên, cảnh mid-credit của Venom: Đối mặt tử thù (2021) đã ám chỉ rằng Venom sẽ gia nhập vào MCU.
Sau khi Sony hủy bỏ kế hoạch vũ trụ chung của họ và bắt đầu chia sẻ nhân vật Người Nhện với Marvel Studios, nhiều nhà phê bình đã thảo luận về sự thất bại của họ trong việc tái tạo MCU. Scott Meslow của The Week đã nêu ra những sai sót có thể nhận thấy của bộ phim Người nhện siêu đẳng đầu tiên, các màn trình diễn chính của nó và cách phần tiếp theo đã "nhân đôi tất cả những sai lầm của phần gốc trong khi thêm một số lỗi của chính nó. Chúng tôi bây giờ có một ví dụ trong sách giáo khoa về cách không khởi động lại loạt phim siêu anh hùng, và nếu Sony và Marvel khôn ngoan, họ sẽ ghi nhớ hầu như tất cả những bài học đó khi làm phần tiếp theo của Người Nhện". Scott Mendelson lưu ý rằng Người Nhện siêu đẳng 2 ít được coi là dạng phần tiếp theo của Người Nhện: Siêu nhện tái xuất hơn là một bộ phim cửa hậu cho Spider-Man vs. the Sinister Six

### Giới học giả
Vào tháng 9 năm 2014, Đại học Baltimore đã công bố một khóa học bắt đầu vào học kỳ mùa xuân năm 2015 xoay quanh Vũ trụ Điện ảnh Marvel, sẽ được giảng dạy bởi Arnold T. Blumberg. "Thể loại truyền thông: Media Marvels" kiểm tra "cách thức loạt phim và chương trình truyền hình được kết nối với nhau của Marvel, cùng với các nguồn truyền thông và truyện tranh có liên quan và sự khác thường của Joseph Campbell về 'hành trình của anh hùng', cung cấp những hiểu biết quan trọng về văn hóa hiện đại" cũng như của Marvel nỗ lực "để thiết lập một vũ trụ khả thi gồm cốt truyện, nhân vật và câu chuyện hậu trường."

## Phương tiện truyền thông bên ngoài

### Avengers Campus
Sau khi được Disney mua lại vào năm 2009, các bộ phim của Marvel bắt đầu được bán trên thị trường tại điểm thu hút Innoventions ở Tomorrowland tại Disneyland . Đối với Iron Man 3 , cuộc triển lãm mang tên "Iron Man Tech do Stark Industries trình bày", trưng bày cùng một bộ giáp được trưng bày tại San Diego Comic-Con 2012, với Marks I-VII và Mark XLII mới. Ngoài ra, có một trò chơi giả lập, có tựa đề "Become Iron Man", sử dụng Kinectcông nghệ giống như cho phép người xem được bọc trong một bộ giáp Mark XLII hoạt hình và tham gia vào một loạt "bài kiểm tra", trong đó bạn bắn ra các tia đẩy và bay qua xưởng của Tony Stark. Trò chơi được hướng dẫn bởi JARVIS, người được lồng tiếng lại bởi Paul Bettany. Triển lãm cũng có các màn hình nhỏ hơn bao gồm mũ bảo hiểm và các mảnh ngực từ các bộ phim trước đó và găng tay và khởi động từ một cảnh hành động trong Iron Man 3 .  Cuộc triển lãm cho Thor: The Dark World được gọi là "Thor: Kho báu của Asgard", trưng bày các di tích của người Asgard và đưa khách đến phòng ngai vàng của Odin , nơi họ được chào đón bởi Thor.  Đội trưởng Mỹ: Người lính mùa đông 'triển lãm của, "Captain America: Huyền thoại Sống và Biểu tượng của Lòng Dũng cảm", giới thiệu trải nghiệm gặp gỡ và chào hỏi.
Từ tháng 5 đến tháng 9 năm 2017, Disneyland Resort tổ chức "Mùa hè của các anh hùng", nơi chứng kiến các thành viên của Đội cận vệ và Avengers xuất hiện khắp Disneyland Resort. Ngoài ra, sự kiện Guardians of the Galaxy: Awesome Dance Off đã được giới thiệu, có sự tham gia của Peter Quill / Star-Lord thổi nhạc từ boombox của anh ấy, cùng với Sáng kiến Huấn luyện Avengers, một trải nghiệm hạn chế nơi Black Widow và Hawkeye "tập hợp một nhóm trẻ tân binh để xem liệu họ có những gì cần thiết để trở thành một Avenger. " Thực phẩm và hàng hóa liên quan đến Marvel cũng có mặt trên khắp Hollywood Land tại Disney California Adventure trong "Mùa hè của các anh hùng".
Vào tháng 3 năm 2018, Công ty Walt Disney đã công bố ba khu vực mới theo chủ đề Marvel lấy cảm hứng từ MCU là Disney California Adventure, Walt Disney Studios Paris và Hong Kong Disneyland. Các diễn biến sẽ được thiết kế bởi Walt Disney Imagineering với sự hợp tác của Marvel Studios và Marvel Themed Entertainment. Như đã được thành lập với Guardians of the Galaxy - Mission: Breakout!, Avengers Campus tồn tại trong vũ trụ công viên chủ đề của riêng mình, lấy cảm hứng từ MCU. Nằm trong đa vũ trụ MCU, Avengers Campus có một lịch sử chung với MCU thích hợp, với một vài ngoại lệ đáng chú ý là Blip từ Avengers: Infinity War đã không xảy ra, và một số nhân vật đã chết, chẳng hạn như Tony Stark, vẫn còn sống.

#### Disneyland Hồng Kông
Vào tháng 10 năm 2013, điểm thu hút Iron Man Experience đã được công bố cho Hong Kong Disneyland. Nó lấy bối cảnh ở phần Tomorrowland của công viên, với khu vực được xây dựng để trông giống như một Stark Expo mới do Tony Stark tạo ra sau hội chợ năm 2010, như đã thấy trong Iron Man 2, với nhiều cuộc triển lãm khác nhau hội trường bao gồm bộ giáp Mark III từ các bộ phim. Khu vực này cũng có các mặt hàng và kỷ vật theo chủ đề Iron Man và Marvel, cùng với một trò chơi tương tác, nơi khách có thể có cơ hội mặc thử áo giáp của Iron Man. Iron Man Experience cho thấy những vị khách hỗ trợ Iron Man đánh bại Hydra trên khắp Hồng Kông, và khai trương vào ngày 11 tháng 1 năm 2017.
Vào tháng 3 năm 2018, Công ty Walt Disney đã công bố một khu vực mới theo chủ đề Marvel lấy cảm hứng từ MCU cho Hong Kong Disneyland và một điểm thu hút mới, nơi khách mời hợp tác với Ant-Man and the Wasp, để tham gia Iron Man Experience. Lấy cảm hứng từ Ant-Man and the Wasp, Ant-Man and The Wasp: Nano Battle! là một chuyến đi tối tương tác kèm theo chứng kiến những vị khách sử dụng vũ khí được hỗ trợ bằng laser để hợp tác với Ant-Man and the Wasp để đánh bại Arnim Zola và đội quân bot bầy đàn Hydra của hắn. Ant Man and the Wasp: Trận chiến Nano! thay thế chuyến đi Buzz Lightyear Astro Blasters và mở cửa vào ngày 31 tháng 3 năm 2019.

#### Disney California Adventure
Đến San Diego Comic-Con 2016, Tower of Terror tại Disney California Adventure được thiết lập để thay thế bằng một điểm thu hút mới, Guardians of the Galaxy - Mission: Breakout! . Chris Pratt , Zoe Saldaña , Dave Bautista và Benicio del Toro đều đã quay những thước phim độc quyền để thu hút, lần lượt đóng lại vai Peter Quill / Star-Lord, Gamora, Drax và Taneleer Tivan / The Collector. James Gunn, giám đốc Guardians of the Galaxyvà phần tiếp theo của nó, cảnh quay được chỉ đạo cho sự hấp dẫn và tham khảo ý kiến về tất cả các khía cạnh của nó.  Guardians of the Galaxy - Mission: Breakout! thấy du khách hỗ trợ Rocket giải cứu những Người bảo vệ khác khỏi pháo đài của Collector, trong khi điểm tham quan có các sự kiện ngẫu nhiên trong quá trình trải nghiệm và âm nhạc lấy cảm hứng từ Awesome Mix Vol. 1 bản nhạc phim. Điểm thu hút mở cửa vào ngày 27 tháng 5 năm 2017.
Vào tháng 3 năm 2018, Công ty Walt Disney đã công bố một khu vực mới theo chủ đề Marvel được lấy cảm hứng từ MCU tại Disney California Adventure, được neo đậu bởi Mission: Breakout !, chứng kiến các nhân vật từ MCU như Người Sắt và Người Nhện tham gia Guardians of the Galaxy trong một "vũ trụ siêu anh hùng hoàn toàn nhập vai." Khu vực này đã thay thế khu vực " A Bug's Land ", đã đóng cửa vào giữa năm 2018 để bắt đầu xây dựng trên khu vực Marvel.  Tom Holland thể hiện vai Peter Parker / Người Nhện trong phần hấp dẫn Web Slingers: A Spider-Man Adventure, Parker đã thành lập WEB (Lữ đoàn Kỹ sư Toàn cầu) để truyền cảm hứng cho một thế hệ mới sử dụng công nghệ để cứu thế giới. Các Rider được Spider-Man tuyển dụng vào sáng kiến ngăn chặn Spider-Bots bị trục trặc của anh ta. Web Slingers được chỉ đạo bởi đạo diễn Người Nhện Jon Watts cùng với Brett Strong, và được viết bởi Steven Spiegel và có hiệu ứng hình ảnh bởi Framestore.

#### Công viên Walt Disney Studios
Vào tháng 3 năm 2018, Công ty Walt Disney đã công bố một khu vực mới theo chủ đề Marvel lấy cảm hứng từ MCU đến Công viên Walt Disney Studios của Disneyland Paris. Khu vực này bao gồm một điểm tham quan được mô phỏng lại, nơi các tay đua hợp tác với Người Sắt và các Avengers khác trong một "cuộc phiêu lưu siêu động lực" vào ngày 20 tháng 7 năm 2022. Công viên cũng tổ chức live-action "Mùa hè của các siêu anh hùng" chương trình sân khấu từ tháng 6 đến tháng 9 năm 2018.

### Disney Wish
Vào tháng 7 năm 2021, trải nghiệm ăn uống gia đình nhập vai "Avengers: Cuộc gặp gỡ lượng tử" tại nhà hàng Worlds of Marvel trên tuyến du thuyền Disney Wish đã được công bố, ra mắt khi du thuyền bắt đầu hành trình vào ngày 14 tháng 7 năm 2022. Trải nghiệm diễn ra trong bữa tối với các yếu tố tương tác và tái tạo CGI đầy đủ của bộ bài trên của Wish.. Paul Rudd, Evangeline Lilly, Anthony Mackie, Brie Larson, Kerry Condon và Iman Vellani thực hiện lại vai trò MCU của họ, trong khi Ross Marquand lồng tiếng cho Ultron sau khi trước đó đã làm như vậy trong What If ...? , trong đó anh ấy thay thế James Spader. Chris Waitt chỉ đạo nội dung của Rudd và Lilly, do Steven Spiegel viết kịch bản và có hiệu ứng hình ảnh do Framestore thực hiện.

### Các điểm tham quan trực tiếp khác

#### Trạm Avengers
Vào tháng 5 năm 2014, triển lãm của Avengers STATION (Mạng lưới hoạt động đào tạo khoa học và tình báo chiến thuật) đã khai mạc tại trung tâm Discovery Times Square. Triển lãm có các mảnh ghép bản sao, cũng như các đạo cụ thực tế từ các bộ phim, kết hợp với công nghệ và thông tin tương tác, được chế tạo thông qua sự hợp tác với NASA và các nhà khoa học khác. Titus Welliver cũng cung cấp một "cuộc phỏng vấn" cho khách truy cập, đóng lại vai trò của anh ta là đặc vụ SHIELD Felix Blake. Được tạo ra bởi Victory Hill Exhibits, Avengers STATION tiêu tốn 7,5 triệu đô la để tạo ra và chạy đến đầu tháng 9 năm 2015.
Triển lãm cũng được khai mạc tại Hàn Quốc tại Đài tưởng niệm Chiến tranh Hàn Quốc vào tháng 4 năm 2015 ở Paris, Pháp, tại Esplanade de La Défense một năm sau đó, và ở Las Vegas tại Khách sạn và Sòng bạc Treasure Island vào tháng 6 2016. Phiên bản Las Vegas của cuộc triển lãm có các chi tiết nhân vật được cập nhật và khoa học tương ứng để kết hợp với các bộ phim Marvel đã phát hành kể từ cuộc triển lãm ban đầu ở New York. Ngoài ra, phiên bản Las Vegas có sự góp mặt của Cobie Smulders trong vai Maria Hill để "hỏi tội" du khách, thay thế cho Welliver.

#### Triển lãm GOMA
Một cuộc triển lãm nghệ thuật, có tựa đề Marvel: Tạo ra Vũ trụ Điện ảnh , đã được trưng bày độc quyền tại Phòng trưng bày Nghệ thuật Hiện đại Queensland (GOMA) từ tháng 5 đến tháng 9 năm 2017. Triển lãm, bao gồm "300 đồ vật, phim, trang phục, bản vẽ và các con thiêu thân khác", nội dung nổi bật "từ bộ sưu tập của Marvel Studios và Marvel Entertainment và các bộ sưu tập tư nhân" với "trọng tâm quan trọng [được] dành cho các nghệ sĩ sáng tạo, những người dịch câu chuyện đã vẽ lên màn ảnh thông qua thiết kế sản xuất và phân cảnh, thiết kế trang phục và chống đỡ cũng như các hiệu ứng đặc biệt và hậu kỳ". Marvel: Tạo ra Vũ trụ Điện ảnh cũng được mở rộng sang Cinémathèque của GOMA ở Úc với phần hồi tưởng về các bộ phim MCU.

#### Avengers: Kiểm soát thiệt hại
Vào tháng 10 năm 2019, Marvel Studios và ILMxLAB đã công bố trải nghiệm thực tế ảo Avengers: Damage Control. Trải nghiệm sẽ có sẵn trong một thời gian giới hạn bắt đầu từ giữa tháng 10 năm 2019 tại một số địa điểm Void VR được chọn. Avengers: Damage Control cho thấy người chơi điều khiển một trong những Bộ đồ Ứng phó Khẩn cấp của Shuri – kết hợp các công nghệ của Wakandan và Stark Industries – để đánh bại một mối đe dọa cùng với Doctor Strange, Ant-Man và Wasp. Letitia Wright, Benedict Cumberbatch, Paul Rudd và Evangeline Lilly đều đóng lại vai trò MCU của họ, trong khi Ross Marquand lồng tiếng cho Ultron, thay thế James Spader. Trải nghiệm được kéo dài đến cuối năm 2019.

### Chương trình truyền hình hành động đặc biệt

#### Marvel Studios: Assembling a Universe(2014)
Vào ngày 18 tháng 3 năm 2014, ABC đã phát sóng một chương trình truyền hình đặc biệt dài một giờ có tựa đề Marvel Studios: Assembling a Universe, ghi lại lịch sử của Marvel Studios và sự phát triển của Marvel Cinematic Universe, đồng thời bao gồm các cuộc phỏng vấn và cảnh hậu trường độc quyền từ tất cả trong số các bộ phim, One-Shots, Agents of SHIELD, và các phần xem lén của Avengers: Age of Ultron, Captain America: The Winter Soldier, Guardians of the Galaxy, các tập không mong muốn của Agents of SHIELD và Ant-Man. Brian Lowry đa dạng cảm thấy đặc biệt, "chứa đựng một câu chuyện kinh doanh và sáng tạo khá thú vị. Mặc dù tất cả đều có ý nghĩa trong nhận thức muộn màng, nhưng có sự táo bạo đáng kể trong kế hoạch của Marvel để phát hành năm bộ phim được kết nối lỏng lẻo từ cùng một thế giới đầy anh hùng, bắt đầu với Người sắt chưa được chứng minh về mặt điện ảnh Người đàn ông và đỉnh cao là đội siêu anh hùng The Avengers. Như vậy, giờ trôi qua nhanh chóng này không chỉ là một công việc cắt và dán từ các bộ dụng cụ báo chí điện tử, mặc dù chắc chắn có một yếu tố của điều đó." Đặc biệt được phát hành vào ngày 9 tháng 9 năm 2014, trên phương tiện truyền thông gia đình cho Agents of SHIELD mùa 1.

#### Marvel 75 Years: From Pulp to Pop!(2014)
Vào tháng 9 năm 2014, nhà sản xuất điều hành của Agents of SHIELD, Jeffrey Bell, tuyên bố rằng để đáp ứng nhu cầu sản xuất và tránh phải phát sóng các tập phim lặp lại, ABC có thể sẽ phát sóng phần đặc biệt của Marvel thay cho phần thông thường vào một thời điểm nào đó trong mười tập đầu tiên của Agents của mùa thứ hai của SHIELD. Vào tháng 10, phần đặc biệt được tiết lộ là Marvel 75 Years: From Pulp to Pop!, được dẫn dắt bởi Emily VanCamp, người thể hiện Đặc vụ 13 trong Captain America: The Winter Soldier, và được phát sóng vào ngày 4 tháng 11 năm 2014.  Các tính năng đặc biệt đằng sau cảnh quay từAvengers: Age of Ultron và Ant-Man cũng như các cảnh quay từ loạt phim truyền hình Đặc vụ Carter đã được chiếu trước đó tại New York Comic-Con .  Brian Lowry của Variety cảm thấy một giờ dành cho đặc biệt không "làm đúng chủ đề" và nói thêm, "Đối với bất kỳ ai đã xem nhiều bộ phim Marvel nhưng sẽ nhún vai bối rối khi được đề cập đến Jack Kirby hoặc Steve Ditko , Marvel 75 Năm: Từ Pulp To Pop! Có lẽ cần phải xem. Vui nhộn, nhịp độ nhanh và bao gồm nhiều điểm nổi bật của công ty cùng với một số điểm yếu, đó là một nền tảng vững chắc về lịch sử của Marvel, đồng thời đan xen vào các nút tự quảng cáo và hiệp lực không thể tránh khỏi. "Eric Goldman của IGN cũng ước điều đặc biệt kéo dài hơn, nói thêm, "Có thể hiểu được, bạn càng biết nhiều về Marvel, bạn sẽ càng ít ngạc nhiên về Marvel 75 Years: From Pulp to Pop !, nhưng điều quan trọng là phải nhớ ai đây đặc biệt thực sự được tạo ra cho - một khán giả chính thống đã đón nhận các nhân vật Marvel, qua những bộ phim cực kỳ thành công, theo cách mà không ai có thể tưởng tượng được."

#### Marvel Studios: Expanding the Universe(2019)
Vào tháng 11 năm 2019, Disney+ đã thông báo rằng nền tảng phát trực tuyến sẽ bao gồm Mở rộng vũ trụ, một chương trình đặc biệt có cái nhìn về loạt phim truyền hình MCU ban đầu cho Disney+, với các cuộc phỏng vấn và nghệ thuật khái niệm.

#### Bilibili New Year's Gala (2020)
Một buổi biểu diễn của dàn nhạc theo chủ đề Marvel của phiên bản mở rộng của chủ đề Marvel Studios của Brian Tyler và chủ đề của Alan Silvestri trong The Avengers đã diễn ra trong Dạ tiệc năm mới Bilibili của Trung Quốc vào ngày 31 tháng 12 năm 2020, để quảng cáo cho các bộ phim Marvel Studios phát hành năm 2021.

#### Marvel Studios' 2021 Disney+ Day Special(2021)
Một đặc biệt mang tên Đặc biệt cho Ngày Disney+ năm 2021 của Marvel Studios, đề cập đến tương lai của MCU trên Disney+, đã được phát hành trên dịch vụ này vào ngày 12 tháng 11 năm 2021, như một phần của lễ kỷ niệm" Ngày Disney+".

### Loạt phim tài liệu

#### Marvel Studios: Legends(2021)
Được công bố vào tháng 12 năm 2020, loạt phim này kiểm tra từng anh hùng, nhân vật phản diện, khoảnh khắc và đồ vật từ Vũ trụ Điện ảnh Marvel và cách họ kết nối với nhau, với dự đoán về những câu chuyện sắp tới sẽ có họ trong Giai đoạn 4. Marvel Studios: Legends công chiếu trên Disney+ vào ngày 8 tháng 1 năm 2021, với việc phát hành hai tập đầu tiên. Các tập bổ sung được phát hành trước khi nhân vật và đồ vật xuất hiện trong loạt phim và phim của Disney+.

#### Marvel Studios: Assembled(2021)
Được công bố vào tháng 2 năm 2021, mỗi phần đặc biệt của loạt phim tài liệu đều đi vào hậu trường quá trình sản xuất phim và phim truyền hình MCU với dàn diễn viên và các quảng cáo bổ sung. Marvel Studios: Assembled được công chiếu lần đầu trên Disney+ vào ngày 12 tháng 3 năm 2021, với việc phát hành phần đặc biệt đầu tiên, tiếp theo là phần đặc biệt bổ sung.

#### Super Women of the MCU
Vào tháng 6 năm 2021, Marvel Studios đã đưa ra lời kêu gọi tuyển chọn những người hâm mộ "những người phụ nữ mạnh mẽ của Marvel" để tham gia vào loạt phim tài liệu sắp tới của Disney+ giới thiệu những người phụ nữ tạo nên MCU trước và sau máy quay.

### Sách hướng dẫn
Vào tháng 9 năm 2015, Marvel đã công bố Sổ tay Hướng dẫn về Vũ trụ Điện ảnh Marvel , được đặt tên như một cái gật đầu cho Sổ tay Chính thức của Vũ trụ Điện ảnh Marvel. Mỗi cuốn sách hướng dẫn được biên soạn bởi Mike O'Sullivan và Sổ tay chính thức của nhóm Vũ trụ Marvel với ảnh bìa của Mike del Mundo và Pascal Campion đồng thời có các thông tin thực tế về các bộ phim MCU, so sánh giữa phim và truyện tranh và ảnh tĩnh trong quá trình sản xuất. Guidebook to the Marvel Cinematic Universe: Marvel's Iron Man, Guidebook to Marvel Cinematic Universe: Marvel's Incredible Hulk / Marvel's Iron Man 2, Guidebook to the Marvel Cinematic Universe: Marvel's Thor,  và Sách Hướng dẫn về Vũ trụ Điện ảnh Marvel: Marvel's Captain America: The First Avenger được phát hành mỗi tháng, tương ứng từ tháng 10 năm 2015 đến tháng 1 năm 2016.
Vào tháng 11 năm 2018, Marvel và Titan Publishing Group đã phát hành Marvel Studios: The First Ten Years để kỷ niệm mười năm đầu tiên của Marvel Cinematic Universe, bao gồm các cuộc phỏng vấn diễn viên, các phần chuyên sâu về mỗi bộ phim và hướng dẫn về trứng Phục sinh. Vào tháng 10 năm 2021, một cuốn sách hai tập Câu chuyện của Marvel Studios: Sự hình thành của Vũ trụ Điện ảnh Marvel được phát hành, được viết bởi Tara Bennett và Paul Terry. Bộ sưu tập này có cái nhìn về sự phát triển của Marvel Studios, những câu chuyện cá nhân từ 23 bộ phim "Kỷ nguyên Vô cực" và các cuộc phỏng vấn với dàn diễn viên và thành viên phi hành đoàn.

### Trò chơi điện tử liên kết
| Tên                                                     | Ngày phát hành                         | Nhà sản xuất                                            | Nhà phát triển                                                  | Nền tảng |
| ------------------------------------------------------- | -------------------------------------- | ------------------------------------------------------- | --------------------------------------------------------------- | --- |
| Iron Man                                                | 2 tháng 5 năm 2008                     | Sega                                                    | Secret LevelArtificial Mind and MovementHands-On Mobile         | PlayStation 3, Xbox 360PlayStation 2, Wii, Microsoft Windows, Nintendo DS, PlayStation PortableVarious mobile devices |
| The Incredible Hulk                                     | 5 tháng 6 năm 2008                     | Sega                                                    | Edge of RealityAmaze EntertainmentHands-On Mobile               | PlayStation 2, PlayStation 3, Xbox 360, Microsoft Windows, WiiNintendo DSVarious mobile devices                       |
| Iron Man 2                                              | 4 tháng 5 năm 2010                     | Sega                                                    | Sega Studios San FranciscoHigh Voltage SoftwareGriptonite Games | PlayStation 3, Xbox 360Wii, PlayStation PortableNintendo DS                                                           |
| Iron Man 2                                              | 4 tháng 5 năm 2010                     | Gameloft                                                | Gameloft                                                        | iOS, BlackBerry |
| Thor: God of Thunder                                    | 3 tháng 5 năm 2011                     | Sega                                                    | Liquid EntertainmentRed Fly StudioWayForward Technologies       | PlayStation 3, Xbox 360Wii, Nintendo 3DSNintendo DS                                                                   |
| Captain America: Super Soldier                          | 19 tháng 7 năm 2011                    | Sega                                                    | Next Level GamesHigh Voltage SoftwareGraphite Games             | PlayStation 3, Xbox 360Wii, Nintendo 3DSNintendo DS                                                                   |
| The Avengers: The Mobile Game                           | 2 tháng 5 năm 2012                     | Gameloft                                                | Gameloft                                                        | iOS, Android, Blackberry                                                                                              |
| Iron Man 3: The Official Game                           | 25 tháng 4 năm 2013                    | Gameloft                                                | Gameloft                                                        | iOS, Android |
| Thor: The Dark World – The Official Game                | 31 tháng 10 năm 2013                   | Gameloft                                                | Gameloft                                                        | iOS, Android |
| Captain America: The Winter Soldier – The Official Game | 27 tháng 3 năm 2014                    | Gameloft                                                | Gameloft                                                        | iOS, Android, Windows Phone                                                                                           |
| Trò chơi khác                                           |                                        |                                                         |                                                                 | |
| Lego Marvel's Avengers                                  | 26 tháng 1 năm 201610 tháng 3 năm 2016 | Warner Bros. Interactive EntertainmentFeral Interactive | TT Games                                                        | PlayStation 4, Xbox One, Microsoft Windows, PlayStation 3, Xbox 360, Wii U, Nintendo 3DS, PlayStation VitamacOS       |
| Spider-Man: Homecoming – Virtual Reality Experience     | 30 tháng 6 năm 2017                    | Sony Pictures Virtual Reality                           | CreateVR                                                        | PlayStation VR, HTC Vive, Oculus Rift                                                                                 |
| Spider-Man: Far From Home – Virtual Reality Experience  | 25 tháng 6 năm 2019                    | Sony Pictures Virtual Reality                           | CreateVR                                                        | PlayStation VR, HTC Vive, Oculus Rift                                                                                 |

### A Mini Marvel
Vào tháng 2 năm 2016, một quảng cáo cho lon Coca-Cola mini được phát sóng trong Super Bowl 50. A Mini Marvel được tạo ra bởi Wieden+ Kennedy cho Coca-Cola thông qua quan hệ đối tác với Marvel, và được đạo diễn bởi anh em nhà Russo. Trong quảng cáo, Ant-Man (do Paul Rudd lồng tiếng, đảm nhiệm vai trò của anh ấy) và Hulk đánh nhau đầu tiên, sau đó gắn kết, qua một lon Coke mini.  Luma Pictures đã cung cấp các hiệu ứng hình ảnh cho cảnh này, trước đây đã làm việc với hai nhân vật trong các bộ phim MCU. Đối với Hulk, Luma đã xác định lại hệ thống cơ bắp trước đó và quy trình mô phỏng để tạo và kết xuất nhân vật, trong khi Ant-Man nhận được chuyển động mới. Chiến dịch Super Bowl mở rộng đến "lon nhỏ Coke phiên bản giới hạn sáu gói được trang trí bằng hình ảnh của các nhân vật Marvel, bao gồm Hulk, Ant-Man, Black Widow, Falcon, Iron Man và Captain America." Người tiêu dùng có cơ hội mua lon bằng cách tìm ra manh mối ẩn trong quảng cáo, mặc dù "nếu chương trình diễn ra tốt đẹp, Coke sẽ cân nhắc việc cung cấp lon trong các cửa hàng." Quảng cáo có hoạt động truyền thông xã hội nhiều thứ ba trong số tất cả các đoạn giới thiệu liên quan đến phim được phát sóng trong trò chơi, và được đề cử cho Hiệu ứng hình ảnh xuất sắc trong quảng cáo tại Lễ trao giải Hội hiệu ứng hình ảnh lần thứ 15.

### The Good, the Bart, and the Loki
Vào tháng 6 năm 2021, phim ngắn The Good, the Bart và Loki của The Simpsons được công bố, được phát hành cùng với "Journey into Mystery ", tập thứ năm về Loki trên Disney+. Đoạn phim ngắn cho thấy Loki hợp tác với Bart Simpson trong một cuộc giao tranh để bày tỏ lòng kính trọng đối với các anh hùng và nhân vật phản diện của MCU. Trong thời gian ngắn, Hiddleston sẽ đóng vai Loki.